# Llista d'asteroides (387001-388000)
Llista d'asteroides del 387.001 al 388.000, amb data de descoberta i descobridor. És un fragment de la llista d'asteroides completa. Als asteroides se'ls dona un número quan es confirma la seva òrbita, per tant apareixen llistats aproximadament segons la data de descobriment.

## 387001-387100
| Nom    | Designació provisional | Data de descobriment   | Lloc de descobriment | Descobridor/s        |
| ------ | ---------------------- | ---------------------- | -------------------- | -------------------- |
| 387001 | 2012 RJ3               | 25 d'octubre de 2008   | Catalina             | CSS                  |
| 387002 | 2012 RY5               | 21 de novembre de 2001 | Socorro              | LINEAR               |
| 387003 | 2012 RL6               | 25 de febrer de 2006   | Kitt Peak            | Spacewatch           |
| 387004 | 2012 RD7               | 10 de març de 2007     | Mount Lemmon         | Mt. Lemmon Survey    |
| 387005 | 2012 RY7               | 15 de febrer de 2010   | Mount Lemmon         | Mt. Lemmon Survey    |
| 387006 | 2012 RH12              | 18 de juliol de 2006   | Siding Spring        | Siding Spring Survey |
| 387007 | 2012 RK12              | 7 de desembre de 2005  | Kitt Peak            | Spacewatch           |
| 387008 | 2012 RW12              | 25 d'octubre de 2008   | Catalina             | CSS                  |
| 387009 | 2012 RX13              | 14 de febrer de 2005   | Kitt Peak            | Spacewatch           |
| 387010 | 2012 RP16              | 8 de març de 2006      | Kitt Peak            | Spacewatch           |
| 387011 | 2012 RS17              | 26 de maig de 2011     | Kitt Peak            | Spacewatch           |
| 387012 | 2012 RR18              | 31 de gener de 2006    | Mount Lemmon         | Mt. Lemmon Survey    |
| 387013 | 2012 RB23              | 30 d'octubre de 2008   | Kitt Peak            | Spacewatch           |
| 387014 | 2012 RH23              | 16 de gener de 2004    | Kitt Peak            | Spacewatch           |
| 387015 | 2012 RW24              | 10 de setembre de 2001 | Socorro              | LINEAR               |
| 387016 | 2012 RB28              | 18 de setembre de 2003 | Socorro              | LINEAR               |
| 387017 | 2012 RM33              | 16 de setembre de 2003 | Kitt Peak            | Spacewatch           |
| 387018 | 2012 RR33              | 10 de març de 2007     | Kitt Peak            | Spacewatch           |
| 387019 | 2012 RO34              | 15 de setembre de 2007 | Kitt Peak            | Spacewatch           |
| 387020 | 2012 RZ38              | 30 de juny de 2008     | Kitt Peak            | Spacewatch           |
| 387021 | 2012 RM41              | 24 de febrer de 2006   | Kitt Peak            | Spacewatch           |
| 387022 | 2012 SS                | 14 de febrer de 2010   | Mount Lemmon         | Mt. Lemmon Survey    |
| 387023 | 2012 SM3               | 30 de setembre de 2006 | Mount Lemmon         | Mt. Lemmon Survey    |
| 387024 | 2012 SG7               | 12 de març de 2005     | Kitt Peak            | Spacewatch           |
| 387025 | 2012 SY7               | 10 de setembre de 2007 | Mount Lemmon         | Mt. Lemmon Survey    |
| 387026 | 2012 SW9               | 24 de setembre de 2008 | Catalina             | CSS                  |
| 387027 | 2012 SA10              | 24 d'octubre de 2008   | Kitt Peak            | Spacewatch           |
| 387028 | 2012 SP10              | 17 d'octubre de 2010   | Mount Lemmon         | Mt. Lemmon Survey    |
| 387029 | 2012 SN15              | 31 de març de 2003     | Anderson Mesa        | LONEOS               |
| 387030 | 2012 SS15              | 13 de gener de 2005    | Kitt Peak            | Spacewatch           |
| 387031 | 2012 SP16              | 1 d'octubre de 2003    | Kitt Peak            | Spacewatch           |
| 387032 | 2012 SG28              | 9 d'octubre de 2004    | Kitt Peak            | Spacewatch           |
| 387033 | 2012 SO32              | 8 d'octubre de 2007    | Catalina             | CSS                  |
| 387034 | 2012 SD38              | 1 d'octubre de 2008    | Mount Lemmon         | Mt. Lemmon Survey    |
| 387035 | 2012 SS46              | 14 de setembre de 1999 | Kitt Peak            | Spacewatch           |
| 387036 | 2012 SU53              | 16 de desembre de 2004 | Kitt Peak            | Spacewatch           |
| 387037 | 2012 SJ54              | 13 de novembre de 2007 | Mount Lemmon         | Mt. Lemmon Survey    |
| 387038 | 2012 SU57              | 5 de setembre de 1999  | Anderson Mesa        | LONEOS               |
| 387039 | 2012 SO64              | 6 de novembre de 2008  | Mount Lemmon         | Mt. Lemmon Survey    |
| 387040 | 2012 SF66              | 9 d'octubre de 2007    | Catalina             | CSS                  |
| 387041 | 2012 TF6               | 22 de setembre de 2008 | Mount Lemmon         | Mt. Lemmon Survey    |
| 387042 | 2012 TK7               | 20 de desembre de 2007 | Kitt Peak            | Spacewatch           |
| 387043 | 2012 TS7               | 9 de setembre de 2007  | Kitt Peak            | Spacewatch           |
| 387044 | 2012 TV8               | 10 de març de 2005     | Mount Lemmon         | Mt. Lemmon Survey    |
| 387045 | 2012 TO10              | 9 de novembre de 2007  | Kitt Peak            | Spacewatch           |
| 387046 | 2012 TO11              | 15 d'abril de 1997     | Kitt Peak            | Spacewatch           |
| 387047 | 2012 TD16              | 24 de març de 2006     | Kitt Peak            | Spacewatch           |
| 387048 | 2012 TH17              | 24 d'agost de 2008     | Kitt Peak            | Spacewatch           |
| 387049 | 2012 TD18              | 23 de novembre de 2009 | Kitt Peak            | Spacewatch           |
| 387050 | 2012 TO19              | 1 de desembre de 2003  | Kitt Peak            | Spacewatch           |
| 387051 | 2012 TU20              | 6 de novembre de 2008  | Kitt Peak            | Spacewatch           |
| 387052 | 2012 TC23              | 18 d'octubre de 2003   | Kitt Peak            | Spacewatch           |
| 387053 | 2012 TL23              | 2 de novembre de 2008  | Mount Lemmon         | Mt. Lemmon Survey    |
| 387054 | 2012 TL29              | 24 d'abril de 2006     | Kitt Peak            | Spacewatch           |
| 387055 | 2012 TA31              | 11 de setembre de 2001 | Kitt Peak            | Spacewatch           |
| 387056 | 2012 TU31              | 27 de setembre de 2003 | Kitt Peak            | Spacewatch           |
| 387057 | 2012 TH32              | 11 de setembre de 2007 | Mount Lemmon         | Mt. Lemmon Survey    |
| 387058 | 2012 TB37              | 17 de març de 2005     | Kitt Peak            | Spacewatch           |
| 387059 | 2012 TX48              | 18 de setembre de 2003 | Kitt Peak            | Spacewatch           |
| 387060 | 2012 TH49              | 9 de març de 1997      | Kitt Peak            | Spacewatch           |
| 387061 | 2012 TN50              | 14 de setembre de 2007 | Mount Lemmon         | Mt. Lemmon Survey    |
| 387062 | 2012 TQ54              | 29 d'octubre de 2008   | Kitt Peak            | Spacewatch           |
| 387063 | 2012 TV54              | 11 de desembre de 2004 | Campo Imperatore     | CINEOS               |
| 387064 | 2012 TE55              | 19 de setembre de 2001 | Socorro              | LINEAR               |
| 387065 | 2012 TZ55              | 21 d'agost de 2007     | Anderson Mesa        | LONEOS               |
| 387066 | 2012 TO59              | 15 de març de 2007     | Mount Lemmon         | Mt. Lemmon Survey    |
| 387067 | 2012 TC71              | 9 de febrer de 2005    | Mount Lemmon         | Mt. Lemmon Survey    |
| 387068 | 2012 TT71              | 10 d'agost de 2007     | Kitt Peak            | Spacewatch           |
| 387069 | 2012 TO73              | 20 d'octubre de 2008   | Kitt Peak            | Spacewatch           |
| 387070 | 2012 TZ81              | 1 d'octubre de 2003    | Kitt Peak            | Spacewatch           |
| 387071 | 2012 TA85              | 10 d'agost de 2007     | Kitt Peak            | Spacewatch           |
| 387072 | 2012 TL86              | 10 de setembre de 2007 | Mount Lemmon         | Mt. Lemmon Survey    |
| 387073 | 2012 TY87              | 27 d'octubre de 2008   | Kitt Peak            | Spacewatch           |
| 387074 | 2012 TF90              | 7 de setembre de 2004  | Kitt Peak            | Spacewatch           |
| 387075 | 2012 TX90              | 25 d'octubre de 2008   | Mount Lemmon         | Mt. Lemmon Survey    |
| 387076 | 2012 TX91              | 15 d'octubre de 2007   | Mount Lemmon         | Mt. Lemmon Survey    |
| 387077 | 2012 TU92              | 17 de novembre de 2009 | Kitt Peak            | Spacewatch           |
| 387078 | 2012 TZ94              | 21 de gener de 1996    | Kitt Peak            | Spacewatch           |
| 387079 | 2012 TM95              | 4 de setembre de 2008  | Kitt Peak            | Spacewatch           |
| 387080 | 2012 TA96              | 11 de setembre de 2007 | Kitt Peak            | Spacewatch           |
| 387081 | 2012 TD96              | 21 d'octubre de 2003   | Kitt Peak            | Spacewatch           |
| 387082 | 2012 TJ97              | 20 de setembre de 2001 | Kitt Peak            | Spacewatch           |
| 387083 | 2012 TL97              | 1 d'octubre de 2003    | Kitt Peak            | Spacewatch           |
| 387084 | 2012 TJ98              | 19 de novembre de 2003 | Kitt Peak            | Spacewatch           |
| 387085 | 2012 TN99              | 17 de setembre de 2006 | Anderson Mesa        | LONEOS               |
| 387086 | 2012 TP101             | 23 d'octubre de 2003   | Kitt Peak            | Spacewatch           |
| 387087 | 2012 TL103             | 19 de gener de 2005    | Kitt Peak            | Spacewatch           |
| 387088 | 2012 TB105             | 9 de març de 2005      | Mount Lemmon         | Mt. Lemmon Survey    |
| 387089 | 2012 TF108             | 19 d'octubre de 2003   | Kitt Peak            | Spacewatch           |
| 387090 | 2012 TZ109             | 23 de setembre de 1995 | Kitt Peak            | Spacewatch           |
| 387091 | 2012 TS110             | 1 de maig de 2006      | Kitt Peak            | Spacewatch           |
| 387092 | 2012 TW115             | 1 de novembre de 2008  | Mount Lemmon         | Mt. Lemmon Survey    |
| 387093 | 2012 TR123             | 14 de febrer de 2005   | Kitt Peak            | Spacewatch           |
| 387094 | 2012 TF126             | 20 de desembre de 2004 | Mount Lemmon         | Mt. Lemmon Survey    |
| 387095 | 2012 TZ126             | 16 de desembre de 2004 | Anderson Mesa        | LONEOS               |
| 387096 | 2012 TE127             | 17 de setembre de 2003 | Kitt Peak            | Spacewatch           |
| 387097 | 2012 TH128             | 15 de juny de 2007     | Kitt Peak            | Spacewatch           |
| 387098 | 2012 TX128             | 15 de novembre de 2003 | Kitt Peak            | Spacewatch           |
| 387099 | 2012 TM131             | 29 d'agost de 2006     | Kitt Peak            | Spacewatch           |
| 387100 | 2012 TN133             | 15 de març de 2004     | Socorro              | LINEAR               |

## 387101-387200
| Nom    | Designació provisional | Data de descobriment   | Lloc de descobriment | Descobridor/s     |
| ------ | ---------------------- | ---------------------- | -------------------- | ----------------- |
| 387101 | 2012 TE134             | 22 d'abril de 2007     | Kitt Peak            | Spacewatch        |
| 387102 | 2012 TR135             | 12 de setembre de 2007 | Kitt Peak            | Spacewatch        |
| 387103 | 2012 TS138             | 19 de setembre de 2003 | Kitt Peak            | Spacewatch        |
| 387104 | 2012 TW138             | 19 de setembre de 2001 | Socorro              | LINEAR            |
| 387105 | 2012 TQ142             | 17 d'agost de 1999     | Kitt Peak            | Spacewatch        |
| 387106 | 2012 TW143             | 7 de setembre de 2004  | Kitt Peak            | Spacewatch        |
| 387107 | 2012 TC150             | 23 d'agost de 2007     | Kitt Peak            | Spacewatch        |
| 387108 | 2012 TE150             | 28 de setembre de 2006 | Kitt Peak            | Spacewatch        |
| 387109 | 2012 TM151             | 5 de setembre de 1996  | Kitt Peak            | Spacewatch        |
| 387110 | 2012 TW152             | 10 de setembre de 2007 | Kitt Peak            | Spacewatch        |
| 387111 | 2012 TT153             | 23 de novembre de 2008 | Kitt Peak            | Spacewatch        |
| 387112 | 2012 TW153             | 9 de març de 2005      | Mount Lemmon         | Mt. Lemmon Survey |
| 387113 | 2012 TP155             | 9 d'abril de 2005      | Mount Lemmon         | Mt. Lemmon Survey |
| 387114 | 2012 TB161             | 1 de novembre de 2008  | Mount Lemmon         | Mt. Lemmon Survey |
| 387115 | 2012 TF166             | 4 de maig de 2006      | Kitt Peak            | Spacewatch        |
| 387116 | 2012 TF167             | 19 de desembre de 2004 | Mount Lemmon         | Mt. Lemmon Survey |
| 387117 | 2012 TF168             | 19 d'agost de 2006     | Kitt Peak            | Spacewatch        |
| 387118 | 2012 TN168             | 8 de novembre de 2008  | Mount Lemmon         | Mt. Lemmon Survey |
| 387119 | 2012 TO168             | 6 de febrer de 1997    | Kitt Peak            | Spacewatch        |
| 387120 | 2012 TB169             | 18 de setembre de 2006 | Catalina             | CSS               |
| 387121 | 2012 TN175             | 3 de febrer de 2000    | Kitt Peak            | Spacewatch        |
| 387122 | 2012 TG179             | 10 de setembre de 2004 | Socorro              | LINEAR            |
| 387123 | 2012 TK183             | 13 d'abril de 2004     | Kitt Peak            | Spacewatch        |
| 387124 | 2012 TC184             | 6 d'abril de 2005      | Kitt Peak            | Spacewatch        |
| 387125 | 2012 TK184             | 27 d'octubre de 2003   | Kitt Peak            | Spacewatch        |
| 387126 | 2012 TQ184             | 8 de novembre de 2007  | Mount Lemmon         | Mt. Lemmon Survey |
| 387127 | 2012 TQ186             | 14 de novembre de 2007 | Kitt Peak            | Spacewatch        |
| 387128 | 2012 TA190             | 11 de desembre de 2001 | Socorro              | LINEAR            |
| 387129 | 2012 TF190             | 27 de setembre de 2003 | Kitt Peak            | Spacewatch        |
| 387130 | 2012 TT190             | 16 de gener de 2009    | Mount Lemmon         | Mt. Lemmon Survey |
| 387131 | 2012 TX191             | 31 de juliol de 2008   | Kitt Peak            | Spacewatch        |
| 387132 | 2012 TB194             | 5 de desembre de 2005  | Kitt Peak            | Spacewatch        |
| 387133 | 2012 TV194             | 19 de novembre de 2007 | Kitt Peak            | Spacewatch        |
| 387134 | 2012 TE195             | 24 de març de 2006     | Mount Lemmon         | Mt. Lemmon Survey |
| 387135 | 2012 TC196             | 8 de gener de 2006     | Mount Lemmon         | Mt. Lemmon Survey |
| 387136 | 2012 TF198             | 2 d'octubre de 2003    | Kitt Peak            | Spacewatch        |
| 387137 | 2012 TB199             | 12 d'abril de 2004     | Kitt Peak            | Spacewatch        |
| 387138 | 2012 TM199             | 9 d'octubre de 2007    | Mount Lemmon         | Mt. Lemmon Survey |
| 387139 | 2012 TS199             | 20 de novembre de 2003 | Kitt Peak            | Spacewatch        |
| 387140 | 2012 TZ199             | 20 de novembre de 2001 | Socorro              | LINEAR            |
| 387141 | 2012 TD201             | 22 d'octubre de 2003   | Kitt Peak            | Spacewatch        |
| 387142 | 2012 TJ205             | 29 de desembre de 2008 | Mount Lemmon         | Mt. Lemmon Survey |
| 387143 | 2012 TG207             | 1 d'octubre de 2003    | Kitt Peak            | Spacewatch        |
| 387144 | 2012 TZ209             | 14 de febrer de 2005   | Catalina             | CSS               |
| 387145 | 2012 TD214             | 29 d'abril de 2000     | Socorro              | LINEAR            |
| 387146 | 2012 TL216             | 10 de novembre de 2004 | Kitt Peak            | Spacewatch        |
| 387147 | 2012 TP220             | 10 de setembre de 2007 | Kitt Peak            | Spacewatch        |
| 387148 | 2012 TK223             | 8 de novembre de 2008  | Mount Lemmon         | Mt. Lemmon Survey |
| 387149 | 2012 TV225             | 8 de novembre de 2008  | Kitt Peak            | Spacewatch        |
| 387150 | 2012 TA232             | 21 d'abril de 2003     | Kitt Peak            | Spacewatch        |
| 387151 | 2012 TS232             | 16 d'octubre de 2003   | Anderson Mesa        | LONEOS            |
| 387152 | 2012 TF233             | 2 de novembre de 2008  | Mount Lemmon         | Mt. Lemmon Survey |
| 387153 | 2012 TP233             | 23 de gener de 2006    | Kitt Peak            | Spacewatch        |
| 387154 | 2012 TS234             | 18 de desembre de 2004 | Mount Lemmon         | Mt. Lemmon Survey |
| 387155 | 2012 TK235             | 16 de gener de 2005    | Kitt Peak            | Spacewatch        |
| 387156 | 2012 TR240             | 1 de desembre de 2005  | Kitt Peak            | Spacewatch        |
| 387157 | 2012 TS240             | 20 d'octubre de 2003   | Kitt Peak            | Spacewatch        |
| 387158 | 2012 TB242             | 4 de febrer de 2005    | Kitt Peak            | Spacewatch        |
| 387159 | 2012 TJ242             | 21 de setembre de 2008 | Kitt Peak            | Spacewatch        |
| 387160 | 2012 TX242             | 8 de març de 2005      | Mount Lemmon         | Mt. Lemmon Survey |
| 387161 | 2012 TY243             | 20 de novembre de 2001 | Socorro              | LINEAR            |
| 387162 | 2012 TN244             | 25 de febrer de 2007   | Mount Lemmon         | Mt. Lemmon Survey |
| 387163 | 2012 TE245             | 14 de setembre de 2012 | Catalina             | CSS               |
| 387164 | 2012 TR245             | 27 de març de 2004     | Kitt Peak            | Spacewatch        |
| 387165 | 2012 TN247             | 15 de setembre de 2006 | Kitt Peak            | Spacewatch        |
| 387166 | 2012 TZ249             | 27 de gener de 2000    | Kitt Peak            | Spacewatch        |
| 387167 | 2012 TD251             | 19 de novembre de 2007 | Kitt Peak            | Spacewatch        |
| 387168 | 2012 TL254             | 3 de febrer de 2009    | Mount Lemmon         | Mt. Lemmon Survey |
| 387169 | 2012 TO255             | 22 d'octubre de 2008   | Kitt Peak            | Spacewatch        |
| 387170 | 2012 TW256             | 30 d'octubre de 2005   | Mount Lemmon         | Mt. Lemmon Survey |
| 387171 | 2012 TZ256             | 12 de maig de 2004     | Anderson Mesa        | LONEOS            |
| 387172 | 2012 TE257             | 15 de febrer de 2010   | WISE                 | WISE              |
| 387173 | 2012 TG257             | 30 de gener de 2009    | Kitt Peak            | Spacewatch        |
| 387174 | 2012 TU257             | 20 de desembre de 2007 | Kitt Peak            | Spacewatch        |
| 387175 | 2012 TV259             | 8 de febrer de 2010    | Kitt Peak            | Spacewatch        |
| 387176 | 2012 TX260             | 30 de desembre de 2000 | Kitt Peak            | Spacewatch        |
| 387177 | 2012 TY262             | 21 de desembre de 2008 | Mount Lemmon         | Mt. Lemmon Survey |
| 387178 | 2012 TJ264             | 15 d'octubre de 2007   | Kitt Peak            | Spacewatch        |
| 387179 | 2012 TU264             | 9 de març de 2005      | Mount Lemmon         | Mt. Lemmon Survey |
| 387180 | 2012 TD267             | 13 de setembre de 2007 | Mount Lemmon         | Mt. Lemmon Survey |
| 387181 | 2012 TJ272             | 27 de setembre de 2003 | Kitt Peak            | Spacewatch        |
| 387182 | 2012 TH274             | 13 de març de 2007     | Kitt Peak            | Spacewatch        |
| 387183 | 2012 TJ274             | 3 de març de 2005      | Kitt Peak            | Spacewatch        |
| 387184 | 2012 TN275             | 19 de febrer de 2009   | Kitt Peak            | Spacewatch        |
| 387185 | 2012 TD278             | 28 d'agost de 2006     | Kitt Peak            | Spacewatch        |
| 387186 | 2012 TD281             | 10 de setembre de 2007 | Kitt Peak            | Spacewatch        |
| 387187 | 2012 TD285             | 14 de setembre de 2007 | Kitt Peak            | Spacewatch        |
| 387188 | 2012 TJ285             | 19 de novembre de 2007 | Mount Lemmon         | Mt. Lemmon Survey |
| 387189 | 2012 TV285             | 1 de març de 2009      | Kitt Peak            | Spacewatch        |
| 387190 | 2012 TF286             | 31 de maig de 1997     | Kitt Peak            | Spacewatch        |
| 387191 | 2012 TK286             | 26 de setembre de 1995 | Kitt Peak            | Spacewatch        |
| 387192 | 2012 TR286             | 1 de desembre de 2003  | Kitt Peak            | Spacewatch        |
| 387193 | 2012 TA290             | 12 de setembre de 2007 | Anderson Mesa        | LONEOS            |
| 387194 | 2012 TB295             | 17 de novembre de 2001 | Socorro              | LINEAR            |
| 387195 | 2012 TA298             | 7 de novembre de 2008  | Mount Lemmon         | Mt. Lemmon Survey |
| 387196 | 2012 TC303             | 19 de desembre de 2007 | Mount Lemmon         | Mt. Lemmon Survey |
| 387197 | 2012 TK303             | 17 de novembre de 1995 | Kitt Peak            | Spacewatch        |
| 387198 | 2012 TJ304             | 14 de desembre de 2001 | Socorro              | LINEAR            |
| 387199 | 2012 TF305             | 3 de febrer de 2009    | Mount Lemmon         | Mt. Lemmon Survey |
| 387200 | 2012 TJ306             | 8 de novembre de 2008  | Mount Lemmon         | Mt. Lemmon Survey |

## 387201-387300
| Nom    | Designació provisional | Data de descobriment   | Lloc de descobriment | Descobridor/s     |
| ------ | ---------------------- | ---------------------- | -------------------- | ----------------- |
| 387201 | 2012 TL307             | 14 d'octubre de 2001   | Kitt Peak            | Spacewatch        |
| 387202 | 2012 TV307             | 19 d'agost de 2006     | Kitt Peak            | Spacewatch        |
| 387203 | 2012 TP309             | 3 de març de 2005      | Catalina             | CSS               |
| 387204 | 2012 TO311             | 10 d'octubre de 2005   | Anderson Mesa        | LONEOS            |
| 387205 | 2012 TX311             | 25 d'abril de 2007     | Mount Lemmon         | Mt. Lemmon Survey |
| 387206 | 2012 TM313             | 19 d'octubre de 2007   | Socorro              | LINEAR            |
| 387207 | 2012 TP313             | 29 de març de 2001     | Kitt Peak            | Spacewatch        |
| 387208 | 2012 TV313             | 1 d'octubre de 2003    | Anderson Mesa        | LONEOS            |
| 387209 | 2012 TR317             | 4 d'octubre de 2007    | Catalina             | CSS               |
| 387210 | 2012 TU317             | 19 de setembre de 1995 | Kitt Peak            | Spacewatch        |
| 387211 | 2012 TV317             | 21 d'agost de 2006     | Kitt Peak            | Spacewatch        |
| 387212 | 2012 TX317             | 19 de setembre de 2006 | Anderson Mesa        | LONEOS            |
| 387213 | 2012 TD318             | 14 de setembre de 2006 | Catalina             | CSS               |
| 387214 | 2012 TX321             | 3 de febrer de 1997    | Kitt Peak            | Spacewatch        |
| 387215 | 2012 UK1               | 9 d'octubre de 2008    | Mount Lemmon         | Mt. Lemmon Survey |
| 387216 | 2012 UQ3               | 10 de març de 2007     | Kitt Peak            | Spacewatch        |
| 387217 | 2012 US3               | 26 de juny de 2010     | WISE                 | WISE              |
| 387218 | 2012 UX3               | 30 de novembre de 2003 | Kitt Peak            | Spacewatch        |
| 387219 | 2012 UD9               | 9 d'octubre de 2007    | Kitt Peak            | Spacewatch        |
| 387220 | 2012 UN14              | 24 d'octubre de 2005   | Kitt Peak            | Spacewatch        |
| 387221 | 2012 UU18              | 21 d'octubre de 2003   | Kitt Peak            | Spacewatch        |
| 387222 | 2012 UO30              | 3 de setembre de 2007  | Catalina             | CSS               |
| 387223 | 2012 UQ30              | 14 de març de 2010     | Kitt Peak            | Spacewatch        |
| 387224 | 2012 UV30              | 15 de novembre de 2003 | Kitt Peak            | Spacewatch        |
| 387225 | 2012 UP31              | 22 de novembre de 2008 | Socorro              | LINEAR            |
| 387226 | 2012 UD33              | 15 de setembre de 2007 | Mount Lemmon         | Mt. Lemmon Survey |
| 387227 | 2012 UU33              | 14 de juny de 2007     | Kitt Peak            | Spacewatch        |
| 387228 | 2012 UU35              | 5 de febrer de 2009    | Kitt Peak            | Spacewatch        |
| 387229 | 2012 UW38              | 9 de març de 2005      | Mount Lemmon         | Mt. Lemmon Survey |
| 387230 | 2012 UL39              | 8 de maig de 2011      | Catalina             | CSS               |
| 387231 | 2012 UM39              | 15 de gener de 2005    | Kitt Peak            | Spacewatch        |
| 387232 | 2012 UL40              | 19 de novembre de 2003 | Kitt Peak            | Spacewatch        |
| 387233 | 2012 US41              | 14 d'octubre de 2001   | Kitt Peak            | Spacewatch        |
| 387234 | 2012 UX44              | 6 de maig de 2006      | Mount Lemmon         | Mt. Lemmon Survey |
| 387235 | 2012 UJ45              | 18 de setembre de 2003 | Kitt Peak            | Spacewatch        |
| 387236 | 2012 UU45              | 31 de gener de 2006    | Kitt Peak            | Spacewatch        |
| 387237 | 2012 UV45              | 9 de febrer de 2005    | Mount Lemmon         | Mt. Lemmon Survey |
| 387238 | 2012 UY47              | 12 d'abril de 2010     | Mount Lemmon         | Mt. Lemmon Survey |
| 387239 | 2012 UE48              | 24 de novembre de 2008 | Kitt Peak            | Spacewatch        |
| 387240 | 2012 UD51              | 3 de març de 2009      | Kitt Peak            | Spacewatch        |
| 387241 | 2012 UQ56              | 16 de setembre de 2003 | Kitt Peak            | Spacewatch        |
| 387242 | 2012 UU56              | 15 de setembre de 2007 | Mount Lemmon         | Mt. Lemmon Survey |
| 387243 | 2012 UK58              | 28 d'agost de 2006     | Kitt Peak            | Spacewatch        |
| 387244 | 2012 UF61              | 3 de desembre de 2007  | Kitt Peak            | Spacewatch        |
| 387245 | 2012 UR63              | 26 d'octubre de 2008   | Mount Lemmon         | Mt. Lemmon Survey |
| 387246 | 2012 UG69              | 21 d'octubre de 1995   | Kitt Peak            | Spacewatch        |
| 387247 | 2012 UN70              | 10 de setembre de 2007 | Catalina             | CSS               |
| 387248 | 2012 UE76              | 13 de setembre de 2007 | Mount Lemmon         | Mt. Lemmon Survey |
| 387249 | 2012 UY79              | 22 d'octubre de 2005   | Kitt Peak            | Spacewatch        |
| 387250 | 2012 UJ84              | 2 de maig de 1997      | Kitt Peak            | Spacewatch        |
| 387251 | 2012 UU87              | 8 de novembre de 2007  | Kitt Peak            | Spacewatch        |
| 387252 | 2012 UY87              | 14 d'octubre de 1998   | Caussols             | ODAS              |
| 387253 | 2012 UZ87              | 17 de setembre de 2006 | Kitt Peak            | Spacewatch        |
| 387254 | 2012 UD88              | 23 de setembre de 2001 | Kitt Peak            | Spacewatch        |
| 387255 | 2012 UM95              | 17 de setembre de 2003 | Kitt Peak            | Spacewatch        |
| 387256 | 2012 US95              | 12 de desembre de 2004 | Kitt Peak            | Spacewatch        |
| 387257 | 2012 UJ96              | 24 d'octubre de 1995   | Kitt Peak            | Spacewatch        |
| 387258 | 2012 UN98              | 9 de setembre de 2008  | Mount Lemmon         | Mt. Lemmon Survey |
| 387259 | 2012 UZ98              | 24 d'octubre de 2003   | Kitt Peak            | Spacewatch        |
| 387260 | 2012 UM99              | 15 de setembre de 2007 | Kitt Peak            | Spacewatch        |
| 387261 | 2012 US100             | 18 de març de 2010     | Mount Lemmon         | Mt. Lemmon Survey |
| 387262 | 2012 UC102             | 27 d'abril de 2001     | Kitt Peak            | Spacewatch        |
| 387263 | 2012 UA104             | 17 de març de 2005     | Mount Lemmon         | Mt. Lemmon Survey |
| 387264 | 2012 UD106             | 15 d'octubre de 1995   | Kitt Peak            | Spacewatch        |
| 387265 | 2012 UE106             | 12 d'abril de 2004     | Kitt Peak            | Spacewatch        |
| 387266 | 2012 UQ106             | 1 de març de 2009      | Kitt Peak            | Spacewatch        |
| 387267 | 2012 UT106             | 8 d'octubre de 2012    | Mount Lemmon         | Mt. Lemmon Survey |
| 387268 | 2012 UW109             | 29 de setembre de 2008 | Mount Lemmon         | Mt. Lemmon Survey |
| 387269 | 2012 UZ109             | 30 d'abril de 2004     | Kitt Peak            | Spacewatch        |
| 387270 | 2012 UP111             | 19 de desembre de 2003 | Kitt Peak            | Spacewatch        |
| 387271 | 2012 UJ117             | 19 de novembre de 2003 | Kitt Peak            | Spacewatch        |
| 387272 | 2012 UB118             | 13 de febrer de 2007   | Mount Lemmon         | Mt. Lemmon Survey |
| 387273 | 2012 UD118             | 10 d'agost de 2007     | Kitt Peak            | Spacewatch        |
| 387274 | 2012 UV120             | 15 de setembre de 2006 | Kitt Peak            | Spacewatch        |
| 387275 | 2012 UF121             | 5 de juliol de 2005    | Mount Lemmon         | Mt. Lemmon Survey |
| 387276 | 2012 UV122             | 4 d'octubre de 2004    | Kitt Peak            | Spacewatch        |
| 387277 | 2012 UN123             | 21 d'octubre de 2003   | Kitt Peak            | Spacewatch        |
| 387278 | 2012 UR124             | 18 de novembre de 1995 | Kitt Peak            | Spacewatch        |
| 387279 | 2012 UW132             | 14 de setembre de 2006 | Catalina             | CSS               |
| 387280 | 2012 UH133             | 23 de gener de 2006    | Kitt Peak            | Spacewatch        |
| 387281 | 2012 UX139             | 30 de gener de 2009    | Mount Lemmon         | Mt. Lemmon Survey |
| 387282 | 2012 UU140             | 2 de febrer de 2006    | Mount Lemmon         | Mt. Lemmon Survey |
| 387283 | 2012 UM151             | 26 de setembre de 2006 | Kitt Peak            | Spacewatch        |
| 387284 | 2012 UY151             | 4 de gener de 2000     | Kitt Peak            | Spacewatch        |
| 387285 | 2012 UB153             | 3 de desembre de 2007  | Kitt Peak            | Spacewatch        |
| 387286 | 2012 UX153             | 14 de novembre de 2007 | Mount Lemmon         | Mt. Lemmon Survey |
| 387287 | 2012 UM159             | 25 d'octubre de 2003   | Kitt Peak            | Spacewatch        |
| 387288 | 2012 US160             | 4 de març de 2005      | Mount Lemmon         | Mt. Lemmon Survey |
| 387289 | 2012 UP162             | 8 de novembre de 1996  | Kitt Peak            | Spacewatch        |
| 387290 | 2012 UR166             | 6 de novembre de 2005  | Socorro              | LINEAR            |
| 387291 | 2012 UT167             | 17 de febrer de 2010   | Catalina             | CSS               |
| 387292 | 2012 UY167             | 29 de setembre de 2003 | Anderson Mesa        | LONEOS            |
| 387293 | 2012 UY171             | 15 de setembre de 2004 | Kitt Peak            | Spacewatch        |
| 387294 | 2012 UL175             | 3 de novembre de 2007  | Mount Lemmon         | Mt. Lemmon Survey |
| 387295 | 2012 UG176             | 16 de març de 2007     | Mount Lemmon         | Mt. Lemmon Survey |
| 387296 | 2012 VX2               | 11 d'abril de 2010     | Mount Lemmon         | Mt. Lemmon Survey |
| 387297 | 2012 VY3               | 4 de setembre de 2007  | Catalina             | CSS               |
| 387298 | 2012 VC4               | 27 d'octubre de 2008   | Mount Lemmon         | Mt. Lemmon Survey |
| 387299 | 2012 VX7               | 11 de març de 2005     | Mount Lemmon         | Mt. Lemmon Survey |
| 387300 | 2012 VH8               | 13 de setembre de 2007 | Mount Lemmon         | Mt. Lemmon Survey |

## 387301-387400
| Nom    | Designació provisional | Data de descobriment   | Lloc de descobriment | Descobridor/s     |
| ------ | ---------------------- | ---------------------- | -------------------- | ----------------- |
| 387301 | 2012 VW15              | 18 de desembre de 2001 | Socorro              | LINEAR            |
| 387302 | 2012 VK20              | 23 de març de 2004     | Socorro              | LINEAR            |
| 387303 | 2012 VP28              | 17 d'octubre de 2003   | Kitt Peak            | Spacewatch        |
| 387304 | 2012 VF34              | 20 de març de 2010     | Mount Lemmon         | Mt. Lemmon Survey |
| 387305 | 2012 VS37              | 28 d'agost de 2006     | Kitt Peak            | Spacewatch        |
| 387306 | 2012 VX40              | 29 d'agost de 2006     | Kitt Peak            | Spacewatch        |
| 387307 | 2012 VG47              | 15 de setembre de 2007 | Mount Lemmon         | Mt. Lemmon Survey |
| 387308 | 2012 VK52              | 12 de gener de 1996    | Kitt Peak            | Spacewatch        |
| 387309 | 2012 VG57              | 7 de maig de 2005      | Mount Lemmon         | Mt. Lemmon Survey |
| 387310 | 2012 VO57              | 2 de febrer de 2005    | Kitt Peak            | Spacewatch        |
| 387311 | 2012 VV57              | 11 de març de 1996     | Kitt Peak            | Spacewatch        |
| 387312 | 2012 VD58              | 16 d'octubre de 2006   | Catalina             | CSS               |
| 387313 | 2012 VC61              | 21 de novembre de 2003 | Socorro              | LINEAR            |
| 387314 | 2012 VY61              | 2 d'abril de 2005      | Kitt Peak            | Spacewatch        |
| 387315 | 2012 VB62              | 12 de maig de 2011     | Mount Lemmon         | Mt. Lemmon Survey |
| 387316 | 2012 VG67              | 7 d'abril de 2010      | Kitt Peak            | Spacewatch        |
| 387317 | 2012 VM68              | 15 de setembre de 1998 | Kitt Peak            | Spacewatch        |
| 387318 | 2012 VH69              | 13 d'octubre de 2007   | Mount Lemmon         | Mt. Lemmon Survey |
| 387319 | 2012 VX71              | 11 de novembre de 2007 | Mount Lemmon         | Mt. Lemmon Survey |
| 387320 | 2012 VG72              | 22 de febrer de 2009   | Kitt Peak            | Spacewatch        |
| 387321 | 2012 VQ72              | 1 de març de 2009      | Kitt Peak            | Spacewatch        |
| 387322 | 2012 VH73              | 15 d'octubre de 2007   | Mount Lemmon         | Mt. Lemmon Survey |
| 387323 | 2012 VG74              | 6 d'abril de 2005      | Mount Lemmon         | Mt. Lemmon Survey |
| 387324 | 2012 VT74              | 4 de desembre de 2007  | Kitt Peak            | Spacewatch        |
| 387325 | 2012 VA79              | 15 d'octubre de 2007   | Catalina             | CSS               |
| 387326 | 2012 VJ79              | 27 d'octubre de 2005   | Mount Lemmon         | Mt. Lemmon Survey |
| 387327 | 2012 VB81              | 9 de febrer de 2002    | Kitt Peak            | Spacewatch        |
| 387328 | 2012 VU82              | 4 d'octubre de 2006    | Mount Lemmon         | Mt. Lemmon Survey |
| 387329 | 2012 VS84              | 21 d'octubre de 2001   | Socorro              | LINEAR            |
| 387330 | 2012 VO89              | 6 de novembre de 2007  | Kitt Peak            | Spacewatch        |
| 387331 | 2012 VV89              | 27 de setembre de 2006 | Kitt Peak            | Spacewatch        |
| 387332 | 2012 VA92              | 5 de desembre de 2007  | Kitt Peak            | Spacewatch        |
| 387333 | 2012 VK96              | 12 d'octubre de 1998   | Kitt Peak            | Spacewatch        |
| 387334 | 2012 VL97              | 10 de desembre de 2005 | Kitt Peak            | Spacewatch        |
| 387335 | 2012 VY98              | 23 de novembre de 2008 | Kitt Peak            | Spacewatch        |
| 387336 | 2012 VY100             | 17 de novembre de 2007 | Kitt Peak            | Spacewatch        |
| 387337 | 2012 VG103             | 21 d'octubre de 2006   | Mount Lemmon         | Mt. Lemmon Survey |
| 387338 | 2012 VN105             | 8 de novembre de 2008  | Mount Lemmon         | Mt. Lemmon Survey |
| 387339 | 2012 VS108             | 15 de setembre de 2006 | Kitt Peak            | Spacewatch        |
| 387340 | 2012 WV5               | 24 d'octubre de 2008   | Mount Lemmon         | Mt. Lemmon Survey |
| 387341 | 2012 WO6               | 17 de novembre de 2004 | Campo Imperatore     | CINEOS            |
| 387342 | 2012 WX7               | 10 de juliol de 2005   | Kitt Peak            | Spacewatch        |
| 387343 | 2012 WU10              | 19 d'abril de 2004     | Kitt Peak            | Spacewatch        |
| 387344 | 2012 WB11              | 26 de març de 1995     | Kitt Peak            | Spacewatch        |
| 387345 | 2012 WG11              | 2 de febrer de 2005    | Kitt Peak            | Spacewatch        |
| 387346 | 2012 WX12              | 24 de febrer de 2009   | Mount Lemmon         | Mt. Lemmon Survey |
| 387347 | 2012 WH13              | 26 de maig de 2007     | Mount Lemmon         | Mt. Lemmon Survey |
| 387348 | 2012 WY20              | 13 de març de 2005     | Kitt Peak            | Spacewatch        |
| 387349 | 2012 WA32              | 11 de juny de 2004     | Kitt Peak            | Spacewatch        |
| 387350 | 2012 WD32              | 21 d'agost de 2006     | Kitt Peak            | Spacewatch        |
| 387351 | 2012 XD2               | 4 de novembre de 2004  | Anderson Mesa        | LONEOS            |
| 387352 | 2012 XR4               | 16 de gener de 2009    | Mount Lemmon         | Mt. Lemmon Survey |
| 387353 | 2012 XV11              | 20 de novembre de 2006 | Kitt Peak            | Spacewatch        |
| 387354 | 2012 XY20              | 20 d'octubre de 2006   | Kitt Peak            | Spacewatch        |
| 387355 | 2012 XN21              | 21 d'octubre de 2001   | Kitt Peak            | Spacewatch        |
| 387356 | 2012 XT22              | 29 d'octubre de 2003   | Kitt Peak            | Spacewatch        |
| 387357 | 2012 XR24              | 4 de desembre de 2007  | Mount Lemmon         | Mt. Lemmon Survey |
| 387358 | 2012 XK26              | 14 de desembre de 2001 | Socorro              | LINEAR            |
| 387359 | 2012 XZ37              | 19 de març de 2009     | Kitt Peak            | Spacewatch        |
| 387360 | 2012 XS38              | 27 d'agost de 2006     | Kitt Peak            | Spacewatch        |
| 387361 | 2012 XO53              | 29 d'agost de 2006     | Catalina             | CSS               |
| 387362 | 2012 XZ62              | 20 de gener de 2009    | Mount Lemmon         | Mt. Lemmon Survey |
| 387363 | 2012 XE63              | 20 d'octubre de 2007   | Mount Lemmon         | Mt. Lemmon Survey |
| 387364 | 2012 XG64              | 2 de novembre de 2007  | Mount Lemmon         | Mt. Lemmon Survey |
| 387365 | 2012 XK64              | 25 de setembre de 2006 | Catalina             | CSS               |
| 387366 | 2012 XG68              | 1 de febrer de 2006    | Kitt Peak            | Spacewatch        |
| 387367 | 2012 XK84              | 20 de desembre de 2004 | Mount Lemmon         | Mt. Lemmon Survey |
| 387368 | 2012 XL84              | 21 d'agost de 2006     | Kitt Peak            | Spacewatch        |
| 387369 | 2012 XC94              | 19 d'octubre de 2007   | Catalina             | CSS               |
| 387370 | 2012 XC100             | 18 de desembre de 2001 | Socorro              | LINEAR            |
| 387371 | 2012 XP110             | 29 de maig de 2000     | Kitt Peak            | Spacewatch        |
| 387372 | 2012 XX113             | 11 de setembre de 2006 | Catalina             | CSS               |
| 387373 | 2012 XO124             | 29 de gener de 1993    | Kitt Peak            | Spacewatch        |
| 387374 | 2012 XA129             | 21 de desembre de 2008 | Mount Lemmon         | Mt. Lemmon Survey |
| 387375 | 2012 XJ131             | 2 de març de 2006      | Mount Lemmon         | Mt. Lemmon Survey |
| 387376 | 2012 XB137             | 12 de novembre de 2007 | Mount Lemmon         | Mt. Lemmon Survey |
| 387377 | 2012 XY143             | 21 d'abril de 2006     | Kitt Peak            | Spacewatch        |
| 387378 | 2012 XP149             | 11 de juny de 2010     | Mount Lemmon         | Mt. Lemmon Survey |
| 387379 | 2012 XE153             | 25 d'abril de 2006     | Kitt Peak            | Spacewatch        |
| 387380 | 2012 XE155             | 25 de novembre de 1997 | Kitt Peak            | Spacewatch        |
| 387381 | 2013 AJ8               | 21 de setembre de 2009 | Kitt Peak            | Spacewatch        |
| 387382 | 2013 AB41              | 12 de febrer de 2002   | Kitt Peak            | Spacewatch        |
| 387383 | 2013 AQ41              | 20 de setembre de 2009 | Kitt Peak            | Spacewatch        |
| 387384 | 2013 AW57              | 23 de març de 2002     | Kitt Peak            | Spacewatch        |
| 387385 | 2013 AX98              | 31 de desembre de 2000 | Kitt Peak            | Spacewatch        |
| 387386 | 2013 AZ107             | 29 de juliol de 2008   | Kitt Peak            | Spacewatch        |
| 387387 | 2013 AY125             | 7 de desembre de 1999  | Socorro              | LINEAR            |
| 387388 | 2013 AQ130             | 15 d'octubre de 2009   | Catalina             | CSS               |
| 387389 | 2013 AV130             | 18 de juny de 2006     | Kitt Peak            | Spacewatch        |
| 387390 | 2013 AG133             | 6 de novembre de 2010  | Mount Lemmon         | Mt. Lemmon Survey |
| 387391 | 2013 AZ156             | 13 de maig de 2005     | Kitt Peak            | Spacewatch        |
| 387392 | 2013 BB                | 17 d'octubre de 2010   | Mount Lemmon         | Mt. Lemmon Survey |
| 387393 | 2013 BF71              | 27 de març de 2003     | Kitt Peak            | Spacewatch        |
| 387394 | 2013 BX78              | 3 de febrer de 2006    | Kitt Peak            | Spacewatch        |
| 387395 | 2013 CC202             | 26 de gener de 2006    | Mount Lemmon         | Mt. Lemmon Survey |
| 387396 | 2013 GX42              | 17 de setembre de 2010 | Mount Lemmon         | Mt. Lemmon Survey |
| 387397 | 2013 NZ18              | 13 de novembre de 2006 | Catalina             | CSS               |
| 387398 | 2013 NP22              | 14 de juny de 2007     | Kitt Peak            | Spacewatch        |
| 387399 | 2013 PR10              | 29 d'octubre de 2005   | Catalina             | CSS               |
| 387400 | 2013 QZ2               | 5 d'octubre de 2005    | Catalina             | CSS               |

## 387401-387500
| Nom    | Designació provisional | Data de descobriment   | Lloc de descobriment | Descobridor/s                                          |
| ------ | ---------------------- | ---------------------- | -------------------- | ------------------------------------------------------ |
| 387401 | 2013 QC48              | 31 d'agost de 1998     | Kitt Peak            | Spacewatch                                             |
| 387402 | 2013 RU32              | 9 de febrer de 2002    | Kitt Peak            | Spacewatch                                             |
| 387403 | 2013 RQ44              | 23 de gener de 2006    | Kitt Peak            | Spacewatch                                             |
| 387404 | 2013 RU85              | 3 d'octubre de 2003    | Kitt Peak            | Spacewatch                                             |
| 387405 | 2013 SJ25              | 21 de setembre de 2009 | Catalina             | CSS                                                    |
| 387406 | 2013 SH33              | 24 de setembre de 2004 | Socorro              | LINEAR                                                 |
| 387407 | 2013 SP52              | 21 d'octubre de 2008   | Kitt Peak            | Spacewatch                                             |
| 387408 | 2013 SH62              | 10 de gener de 2007    | Kitt Peak            | Spacewatch                                             |
| 387409 | 2013 TM3               | 25 de gener de 2006    | Kitt Peak            | Spacewatch                                             |
| 387410 | 2013 TE12              | 9 d'octubre de 2004    | Kitt Peak            | Spacewatch                                             |
| 387411 | 2013 TN18              | 7 d'octubre de 2004    | Kitt Peak            | Spacewatch                                             |
| 387412 | 2013 TU39              | 6 d'octubre de 2004    | Kitt Peak            | Spacewatch                                             |
| 387413 | 2013 TA41              | 27 de febrer de 2000   | Kitt Peak            | Spacewatch                                             |
| 387414 | 2013 TB123             | 21 d'abril de 2006     | Kitt Peak            | Spacewatch                                             |
| 387415 | 2013 TY131             | 30 de novembre de 2008 | Kitt Peak            | Spacewatch                                             |
| 387416 | 2013 TR138             | 9 de setembre de 2007  | Mount Lemmon         | Mt. Lemmon Survey                                      |
| 387417 | 2013 TQ139             | 3 de novembre de 2004  | Kitt Peak            | Spacewatch                                             |
| 387418 | 2013 UN11              | 8 de setembre de 2007  | Anderson Mesa        | LONEOS                                                 |
| 387419 | 2013 UD12              | 20 de setembre de 2000 | Socorro              | LINEAR                                                 |
| 387420 | 2013 UF12              | 21 de novembre de 2003 | Socorro              | LINEAR                                                 |
| 387421 | 2013 VP1               | 25 de novembre de 2009 | Mount Lemmon         | Mt. Lemmon Survey                                      |
| 387422 | 2013 VL16              | 6 de novembre de 2008  | Mount Lemmon         | Mt. Lemmon Survey                                      |
| 387423 | 2013 VT16              | 1 d'octubre de 2003    | Anderson Mesa        | LONEOS                                                 |
| 387424 | 2013 VS17              | 8 de gener de 2003     | Socorro              | LINEAR                                                 |
| 387425 | 2013 VU17              | 22 de gener de 2006    | Anderson Mesa        | LONEOS                                                 |
| 387426 | 2013 VJ20              | 29 de juny de 2004     | Siding Spring        | Siding Spring Survey                                   |
| 387427 | 2013 VV20              | 11 de febrer de 2002   | Anderson Mesa        | LONEOS                                                 |
| 387428 | 2013 VD21              | 15 de setembre de 2007 | Mount Lemmon         | Mt. Lemmon Survey                                      |
| 387429 | 2013 WR2               | 11 d'octubre de 2007   | Catalina             | CSS                                                    |
| 387430 | 2013 WD3               | 8 de juny de 2005      | Kitt Peak            | Spacewatch                                             |
| 387431 | 2013 WF4               | 8 de desembre de 2005  | Catalina             | CSS                                                    |
| 387432 | 2013 WU4               | 24 de gener de 1998    | Kitt Peak            | Spacewatch                                             |
| 387433 | 2013 WP14              | 25 d'octubre de 2005   | Mount Lemmon         | Mt. Lemmon Survey                                      |
| 387434 | 2013 WS30              | 3 de setembre de 2008  | Kitt Peak            | Spacewatch                                             |
| 387435 | 2013 WV32              | 5 de desembre de 2008  | Mount Lemmon         | Mt. Lemmon Survey                                      |
| 387436 | 2013 WB47              | 3 d'abril de 2008      | Mount Lemmon         | Mt. Lemmon Survey                                      |
| 387437 | 2013 WO55              | 13 de gener de 2004    | Kitt Peak            | Spacewatch                                             |
| 387438 | 2013 WR55              | 2 de març de 2006      | Mount Lemmon         | Mt. Lemmon Survey                                      |
| 387439 | 2013 WU55              | 16 de setembre de 2004 | Kitt Peak            | Spacewatch                                             |
| 387440 | 2013 WQ57              | 13 de gener de 2004    | Kitt Peak            | Spacewatch                                             |
| 387441 | 2013 WU57              | 9 de maig de 2002      | Socorro              | LINEAR                                                 |
| 387442 | 2013 WJ59              | 25 de març de 2007     | Mount Lemmon         | Mt. Lemmon Survey                                      |
| 387443 | 2013 WP60              | 12 de setembre de 2007 | Mount Lemmon         | Mt. Lemmon Survey                                      |
| 387444 | 2013 WU60              | 19 de setembre de 2009 | Kitt Peak            | Spacewatch                                             |
| 387445 | 2013 WV60              | 28 de gener de 2007    | Mount Lemmon         | Mt. Lemmon Survey                                      |
| 387446 | 2013 WP61              | 10 de desembre de 2004 | Socorro              | LINEAR                                                 |
| 387447 | 2013 WA65              | 30 d'agost de 1998     | Anderson Mesa        | LONEOS                                                 |
| 387448 | 2013 WZ65              | 28 de maig de 2000     | Socorro              | LINEAR                                                 |
| 387449 | 2013 WB66              | 10 de novembre de 2009 | Mount Lemmon         | Mt. Lemmon Survey                                      |
| 387450 | 2013 WQ66              | 11 de març de 2005     | Mount Lemmon         | Mt. Lemmon Survey                                      |
| 387451 | 2013 WS72              | 4 d'abril de 2005      | Catalina             | CSS                                                    |
| 387452 | 2013 WN74              | 23 de maig de 2003     | Kitt Peak            | Spacewatch                                             |
| 387453 | 2013 WX81              | 23 d'agost de 2004     | Kitt Peak            | Spacewatch                                             |
| 387454 | 2013 WS83              | 22 de setembre de 2009 | Kitt Peak            | Spacewatch                                             |
| 387455 | 2013 WF85              | 14 de gener de 2010    | Kitt Peak            | Spacewatch                                             |
| 387456 | 2013 WY85              | 24 de setembre de 2004 | Kitt Peak            | Spacewatch                                             |
| 387457 | 2013 WK97              | 2 de novembre de 2008  | Mount Lemmon         | Mt. Lemmon Survey                                      |
| 387458 | 2013 WQ103             | 10 de desembre de 2004 | Socorro              | LINEAR                                                 |
| 387459 | 2013 WF106             | 13 de gener de 2008    | Kitt Peak            | Spacewatch                                             |
| 387460 | 2013 WQ107             | 27 d'octubre de 2005   | Kitt Peak            | Spacewatch                                             |
| 387461 | 2013 WM109             | 29 de desembre de 2000 | Kitt Peak            | Spacewatch                                             |
| 387462 | 2013 XU                | 10 de desembre de 2004 | Socorro              | LINEAR                                                 |
| 387463 | 2013 XH1               | 5 d'abril de 2005      | Mount Lemmon         | Mt. Lemmon Survey                                      |
| 387464 | 2013 XV4               | 2 d'octubre de 2000    | Anderson Mesa        | LONEOS                                                 |
| 387465 | 2013 XX10              | 12 de setembre de 2007 | Mount Lemmon         | Mt. Lemmon Survey                                      |
| 387466 | 2013 XQ11              | 1 de novembre de 2000  | Socorro              | LINEAR                                                 |
| 387467 | 2013 XE12              | 8 d'octubre de 2007    | Kitt Peak            | Spacewatch                                             |
| 387468 | 2013 XL13              | 10 de novembre de 2004 | Kitt Peak            | Spacewatch                                             |
| 387469 | 2013 XB23              | 6 de novembre de 2008  | Catalina             | CSS                                                    |
| 387470 | 2013 XF23              | 30 d'agost de 2005     | Kitt Peak            | Spacewatch                                             |
| 387471 | 2013 XL23              | 12 de desembre de 2004 | Kitt Peak            | Spacewatch                                             |
| 387472 | 2013 XQ23              | 30 de novembre de 2005 | Kitt Peak            | Spacewatch                                             |
| 387473 | 2013 XR23              | 2 de juliol de 2011    | Mount Lemmon         | Mt. Lemmon Survey                                      |
| 387474 | 2013 YP4               | 9 de febrer de 2007    | Kitt Peak            | Spacewatch                                             |
| 387475 | 2013 YF10              | 23 de gener de 2006    | Catalina             | CSS                                                    |
| 387476 | 2013 YS10              | 15 de novembre de 2006 | Mount Lemmon         | Mt. Lemmon Survey                                      |
| 387477 | 2013 YG11              | 5 de gener de 2003     | Socorro              | LINEAR                                                 |
| 387478 | 2013 YD12              | 29 de juliol de 2008   | Kitt Peak            | Spacewatch                                             |
| 387479 | 2013 YU14              | 26 de gener de 2007    | Kitt Peak            | Spacewatch                                             |
| 387480 | 2013 YC16              | 31 de gener de 2004    | Kitt Peak            | Spacewatch                                             |
| 387481 | 2013 YK16              | 9 de desembre de 2004  | Kitt Peak            | Spacewatch                                             |
| 387482 | 2013 YF18              | 14 d'octubre de 2007   | Catalina             | CSS                                                    |
| 387483 | 2013 YR52              | 2 de gener de 2003     | Socorro              | LINEAR                                                 |
| 387484 | 2013 YH62              | 29 de març de 2000     | Socorro              | LINEAR                                                 |
| 387485 | 2013 YS102             | 10 de desembre de 2004 | Socorro              | LINEAR                                                 |
| 387486 | 2013 YO106             | 16 de juny de 2004     | Kitt Peak            | Spacewatch                                             |
| 387487 | 4169 T-3               | 16 d'octubre de 1977   | Palomar              | C. J. van Houten, I. van Houten-Groeneveld, T. Gehrels |
| 387488 | 1994 AY13              | 12 de gener de 1994    | Kitt Peak            | Spacewatch                                             |
| 387489 | 1994 TC7               | 4 d'octubre de 1994    | Kitt Peak            | Spacewatch                                             |
| 387490 | 1995 BG8               | 29 de gener de 1995    | Kitt Peak            | Spacewatch                                             |
| 387491 | 1995 QK5               | 22 d'agost de 1995     | Kitt Peak            | Spacewatch                                             |
| 387492 | 1995 SF26              | 19 de setembre de 1995 | Kitt Peak            | Spacewatch                                             |
| 387493 | 1995 SU42              | 25 de setembre de 1995 | Kitt Peak            | Spacewatch                                             |
| 387494 | 1995 SP58              | 23 de setembre de 1995 | Kitt Peak            | Spacewatch                                             |
| 387495 | 1995 SJ84              | 25 de setembre de 1995 | Kitt Peak            | Spacewatch                                             |
| 387496 | 1995 TJ4               | 15 d'octubre de 1995   | Kitt Peak            | Spacewatch                                             |
| 387497 | 1995 UJ61              | 24 d'octubre de 1995   | Kitt Peak            | Spacewatch                                             |
| 387498 | 1995 VV2               | 14 de novembre de 1995 | Kitt Peak            | Spacewatch                                             |
| 387499 | 1996 VF28              | 11 de novembre de 1996 | Kitt Peak            | Spacewatch                                             |
| 387500 | 1996 XY3               | 4 de desembre de 1996  | Kitt Peak            | Spacewatch                                             |

## 387501-387600
| Nom    | Designació provisional | Data de descobriment   | Lloc de descobriment | Descobridor/s            |
| ------ | ---------------------- | ---------------------- | -------------------- | ------------------------ |
| 387501 | 1996 XC17              | 14 de novembre de 1996 | Kitt Peak            | Spacewatch               |
| 387502 | 1997 CP22              | 3 de febrer de 1997    | Kitt Peak            | Spacewatch               |
| 387503 | 1997 SC6               | 23 de setembre de 1997 | Kitt Peak            | Spacewatch               |
| 387504 | 1998 DE7               | 17 de febrer de 1998   | Kitt Peak            | Spacewatch               |
| 387505 | 1998 KN3               | 24 de maig de 1998     | Socorro              | LINEAR                   |
| 387506 | 1998 KQ5               | 19 de maig de 1998     | Kitt Peak            | Spacewatch               |
| 387507 | 1998 RF8               | 12 de setembre de 1998 | Kitt Peak            | Spacewatch               |
| 387508 | 1998 TD1               | 12 d'octubre de 1998   | Kitt Peak            | Spacewatch               |
| 387509 | 1998 TC26              | 14 d'octubre de 1998   | Kitt Peak            | Spacewatch               |
| 387510 | 1998 XW5               | 26 de novembre de 1998 | Kitt Peak            | Spacewatch               |
| 387511 | 1999 AB20              | 13 de gener de 1999    | Kitt Peak            | Spacewatch               |
| 387512 | 1999 NR54              | 12 de juliol de 1999   | Socorro              | LINEAR                   |
| 387513 | 1999 RN37              | 11 de setembre de 1999 | Socorro              | LINEAR                   |
| 387514 | 1999 RM190             | 10 de setembre de 1999 | Socorro              | LINEAR                   |
| 387515 | 1999 SL2               | 18 de setembre de 1999 | Kitt Peak            | Spacewatch               |
| 387516 | 1999 TQ1               | 1 d'octubre de 1999    | Anderson Mesa        | LONEOS                   |
| 387517 | 1999 TH48              | 4 d'octubre de 1999    | Kitt Peak            | Spacewatch               |
| 387518 | 1999 TV128             | 5 de setembre de 1999  | Anderson Mesa        | LONEOS                   |
| 387519 | 1999 TP131             | 6 d'octubre de 1999    | Socorro              | LINEAR                   |
| 387520 | 1999 TN135             | 6 d'octubre de 1999    | Socorro              | LINEAR                   |
| 387521 | 1999 UT30              | 31 d'octubre de 1999   | Kitt Peak            | Spacewatch               |
| 387522 | 1999 VL132             | 9 de novembre de 1999  | Kitt Peak            | Spacewatch               |
| 387523 | 1999 VH175             | 10 de novembre de 1999 | Kitt Peak            | Spacewatch               |
| 387524 | 1999 VF196             | 4 de novembre de 1999  | Anderson Mesa        | LONEOS                   |
| 387525 | 1999 XA164             | 8 de desembre de 1999  | Socorro              | LINEAR                   |
| 387526 | 2000 AO162             | 4 de gener de 2000     | Socorro              | LINEAR                   |
| 387527 | 2000 CF139             | 2 de febrer de 2000    | Kitt Peak            | Spacewatch               |
| 387528 | 2000 CF149             | 12 de febrer de 2000   | Apache Point         | Sloan Digital Sky Survey |
| 387529 | 2000 DN17              | 29 de febrer de 2000   | Socorro              | LINEAR                   |
| 387530 | 2000 DZ72              | 29 de febrer de 2000   | Socorro              | LINEAR                   |
| 387531 | 2000 FA14              | 29 de març de 2000     | Kitt Peak            | Spacewatch               |
| 387532 | 2000 FS14              | 29 de març de 2000     | Socorro              | LINEAR                   |
| 387533 | 2000 FE74              | 29 de març de 2000     | Kitt Peak            | Kitt Peak                |
| 387534 | 2000 GX118             | 3 d'abril de 2000      | Kitt Peak            | Spacewatch               |
| 387535 | 2000 QJ129             | 31 d'agost de 2000     | Socorro              | LINEAR                   |
| 387536 | 2000 QP154             | 31 d'agost de 2000     | Socorro              | LINEAR                   |
| 387537 | 2000 QG197             | 29 d'agost de 2000     | Socorro              | LINEAR                   |
| 387538 | 2000 SP208             | 25 de setembre de 2000 | Socorro              | LINEAR                   |
| 387539 | 2000 SO348             | 20 de setembre de 2000 | Socorro              | LINEAR                   |
| 387540 | 2000 UV63              | 25 d'octubre de 2000   | Socorro              | LINEAR                   |
| 387541 | 2000 VN61              | 9 de novembre de 2000  | Socorro              | LINEAR                   |
| 387542 | 2000 WA24              | 20 de novembre de 2000 | Socorro              | LINEAR                   |
| 387543 | 2000 WL32              | 20 de novembre de 2000 | Socorro              | LINEAR                   |
| 387544 | 2000 YV                | 5 de desembre de 2000  | Socorro              | LINEAR                   |
| 387545 | 2001 AP46              | 15 de gener de 2001    | Socorro              | LINEAR                   |
| 387546 | 2001 BZ3               | 29 de desembre de 2000 | Anderson Mesa        | LONEOS                   |
| 387547 | 2001 BE5               | 18 de gener de 2001    | Socorro              | LINEAR                   |
| 387548 | 2001 BK6               | 4 de gener de 2001     | Socorro              | LINEAR                   |
| 387549 | 2001 BT18              | 19 de gener de 2001    | Socorro              | LINEAR                   |
| 387550 | 2001 FT128             | 26 de març de 2001     | Socorro              | LINEAR                   |
| 387551 | 2001 FR182             | 25 de març de 2001     | Kitt Peak            | M. W. Buie               |
| 387552 | 2001 FS182             | 21 de març de 2001     | Kitt Peak            | Spacewatch               |
| 387553 | 2001 PY65              | 15 d'agost de 2001     | Haleakala            | NEAT                     |
| 387554 | 2001 QT69              | 17 d'agost de 2001     | Socorro              | LINEAR                   |
| 387555 | 2001 QH85              | 19 d'agost de 2001     | Socorro              | LINEAR                   |
| 387556 | 2001 QW99              | 22 d'agost de 2001     | Socorro              | LINEAR                   |
| 387557 | 2001 RE14              | 10 de setembre de 2001 | Socorro              | LINEAR                   |
| 387558 | 2001 RQ42              | 11 de setembre de 2001 | Socorro              | LINEAR                   |
| 387559 | 2001 RQ52              | 12 de setembre de 2001 | Socorro              | LINEAR                   |
| 387560 | 2001 RW123             | 12 de setembre de 2001 | Socorro              | LINEAR                   |
| 387561 | 2001 SP7               | 18 de setembre de 2001 | Kitt Peak            | Spacewatch               |
| 387562 | 2001 SL15              | 16 de setembre de 2001 | Socorro              | LINEAR                   |
| 387563 | 2001 SE60              | 17 de setembre de 2001 | Socorro              | LINEAR                   |
| 387564 | 2001 SB129             | 16 de setembre de 2001 | Socorro              | LINEAR                   |
| 387565 | 2001 SL167             | 19 de setembre de 2001 | Socorro              | LINEAR                   |
| 387566 | 2001 SY186             | 19 de setembre de 2001 | Socorro              | LINEAR                   |
| 387567 | 2001 SJ252             | 19 de setembre de 2001 | Socorro              | LINEAR                   |
| 387568 | 2001 SX263             | 23 d'agost de 2001     | Socorro              | LINEAR                   |
| 387569 | 2001 SC285             | 22 de setembre de 2001 | Kitt Peak            | Spacewatch               |
| 387570 | 2001 SY292             | 16 de setembre de 2001 | Socorro              | LINEAR                   |
| 387571 | 2001 SN332             | 19 de setembre de 2001 | Kitt Peak            | Spacewatch               |
| 387572 | 2001 SP344             | 21 de setembre de 2001 | Anderson Mesa        | LONEOS                   |
| 387573 | 2001 TW4               | 8 d'octubre de 2001    | Palomar              | NEAT                     |
| 387574 | 2001 TN21              | 11 d'octubre de 2001   | Socorro              | LINEAR                   |
| 387575 | 2001 TP95              | 14 d'octubre de 2001   | Socorro              | LINEAR                   |
| 387576 | 2001 TT98              | 14 d'octubre de 2001   | Socorro              | LINEAR                   |
| 387577 | 2001 TU142             | 10 d'octubre de 2001   | Palomar              | NEAT                     |
| 387578 | 2001 TE177             | 14 d'octubre de 2001   | Socorro              | LINEAR                   |
| 387579 | 2001 TV188             | 14 d'octubre de 2001   | Socorro              | LINEAR                   |
| 387580 | 2001 TB200             | 11 d'octubre de 2001   | Socorro              | LINEAR                   |
| 387581 | 2001 TV213             | 13 d'octubre de 2001   | Palomar              | NEAT                     |
| 387582 | 2001 TM215             | 13 d'octubre de 2001   | Palomar              | NEAT                     |
| 387583 | 2001 TV236             | 8 d'octubre de 2001    | Palomar              | NEAT                     |
| 387584 | 2001 UM71              | 17 d'octubre de 2001   | Kitt Peak            | Spacewatch               |
| 387585 | 2001 UX81              | 20 d'octubre de 2001   | Socorro              | LINEAR                   |
| 387586 | 2001 UF166             | 19 de setembre de 2001 | Kitt Peak            | Spacewatch               |
| 387587 | 2001 UV172             | 14 d'octubre de 2001   | Kitt Peak            | Spacewatch               |
| 387588 | 2001 UO209             | 17 de setembre de 1995 | Kitt Peak            | Spacewatch               |
| 387589 | 2001 UJ215             | 23 d'octubre de 2001   | Socorro              | LINEAR                   |
| 387590 | 2001 VV10              | 10 de novembre de 2001 | Socorro              | LINEAR                   |
| 387591 | 2001 VP127             | 11 de novembre de 2001 | Apache Point         | Sloan Digital Sky Survey |
| 387592 | 2001 WV21              | 18 de novembre de 2001 | Socorro              | LINEAR                   |
| 387593 | 2001 WO37              | 17 de novembre de 2001 | Socorro              | LINEAR                   |
| 387594 | 2001 XN78              | 17 de novembre de 2001 | Socorro              | LINEAR                   |
| 387595 | 2001 XS82              | 11 de desembre de 2001 | Socorro              | LINEAR                   |
| 387596 | 2001 XZ129             | 14 de desembre de 2001 | Socorro              | LINEAR                   |
| 387597 | 2001 XK151             | 14 de desembre de 2001 | Socorro              | LINEAR                   |
| 387598 | 2001 XH161             | 14 de desembre de 2001 | Socorro              | LINEAR                   |
| 387599 | 2001 XF180             | 14 de desembre de 2001 | Socorro              | LINEAR                   |
| 387600 | 2001 XO245             | 9 de novembre de 2001  | Socorro              | LINEAR                   |

## 387601-387700
| Nom    | Designació provisional | Data de descobriment   | Lloc de descobriment | Descobridor/s                |
| ------ | ---------------------- | ---------------------- | -------------------- | ---------------------------- |
| 387601 | 2001 YB106             | 17 de desembre de 2001 | Socorro              | LINEAR                       |
| 387602 | 2002 AK195             | 13 de gener de 2002    | Socorro              | LINEAR                       |
| 387603 | 2002 CJ110             | 7 de febrer de 2002    | Socorro              | LINEAR                       |
| 387604 | 2002 CX181             | 10 de febrer de 2002   | Socorro              | LINEAR                       |
| 387605 | 2002 CS207             | 10 de febrer de 2002   | Socorro              | LINEAR                       |
| 387606 | 2002 CT287             | 9 de febrer de 2002    | Kitt Peak            | Spacewatch                   |
| 387607 | 2002 DD4               | 22 de febrer de 2002   | Palomar              | NEAT                         |
| 387608 | 2002 EZ22              | 11 de març de 2002     | Palomar              | NEAT                         |
| 387609 | 2002 EW32              | 11 de març de 2002     | Palomar              | NEAT                         |
| 387610 | 2002 EM76              | 11 de març de 2002     | Kitt Peak            | Spacewatch                   |
| 387611 | 2002 EO76              | 11 de març de 2002     | Kitt Peak            | Spacewatch                   |
| 387612 | 2002 EP77              | 11 de març de 2002     | Kitt Peak            | Spacewatch                   |
| 387613 | 2002 EU82              | 13 de març de 2002     | Palomar              | NEAT                         |
| 387614 | 2002 EC118             | 10 de març de 2002     | Kitt Peak            | Spacewatch                   |
| 387615 | 2002 EY118             | 10 de març de 2002     | Kitt Peak            | Spacewatch                   |
| 387616 | 2002 FS23              | 18 de març de 2002     | Kitt Peak            | Spacewatch                   |
| 387617 | 2002 GU24              | 13 d'abril de 2002     | Kitt Peak            | Spacewatch                   |
| 387618 | 2002 GJ48              | 4 d'abril de 2002      | Palomar              | NEAT                         |
| 387619 | 2002 GD51              | 5 d'abril de 2002      | Anderson Mesa        | LONEOS                       |
| 387620 | 2002 GC141             | 13 d'abril de 2002     | Palomar              | NEAT                         |
| 387621 | 2002 GD179             | 13 d'abril de 2002     | Palomar              | NEAT                         |
| 387622 | 2002 GR182             | 15 d'abril de 2002     | Palomar              | NEAT                         |
| 387623 | 2002 HA18              | 30 d'abril de 2002     | Palomar              | NEAT                         |
| 387624 | 2002 JR21              | 9 de maig de 2002      | Desert Eagle         | W. K. Y. Yeung               |
| 387625 | 2002 JD63              | 8 de maig de 2002      | Socorro              | LINEAR                       |
| 387626 | 2002 JJ121             | 5 de maig de 2002      | Palomar              | NEAT                         |
| 387627 | 2002 JN128             | 7 de maig de 2002      | Palomar              | NEAT                         |
| 387628 | 2002 NM8               | 9 de juliol de 2002    | Socorro              | LINEAR                       |
| 387629 | 2002 NP64              | 2 de juliol de 2002    | Palomar              | NEAT                         |
| 387630 | 2002 OL17              | 18 de juliol de 2002   | Socorro              | LINEAR                       |
| 387631 | 2002 PB11              | 2 d'agost de 2002      | Needville            | Needville                    |
| 387632 | 2002 PD40              | 9 d'agost de 2002      | Socorro              | LINEAR                       |
| 387633 | 2002 PV64              | 3 d'agost de 2002      | Campo Imperatore     | CINEOS                       |
| 387634 | 2002 PR68              | 6 d'agost de 2002      | Palomar              | NEAT                         |
| 387635 | 2002 PA136             | 14 d'agost de 2002     | Socorro              | LINEAR                       |
| 387636 | 2002 PR182             | 11 d'agost de 2002     | Palomar              | NEAT                         |
| 387637 | 2002 PJ183             | 11 d'agost de 2002     | Palomar              | NEAT                         |
| 387638 | 2002 PK193             | 15 d'agost de 2002     | Palomar              | NEAT                         |
| 387639 | 2002 QL8               | 19 d'agost de 2002     | Palomar              | NEAT                         |
| 387640 | 2002 QK37              | 30 d'agost de 2002     | Kitt Peak            | Spacewatch                   |
| 387641 | 2002 QS67              | 30 d'agost de 2002     | Palomar              | NEAT                         |
| 387642 | 2002 QJ79              | 16 d'agost de 2002     | Palomar              | NEAT                         |
| 387643 | 2002 QC98              | 18 d'agost de 2002     | Palomar              | NEAT                         |
| 387644 | 2002 QR106             | 30 d'agost de 2002     | Palomar              | NEAT                         |
| 387645 | 2002 QY135             | 30 d'agost de 2002     | Palomar              | NEAT                         |
| 387646 | 2002 QE138             | 17 d'agost de 2002     | Palomar              | NEAT                         |
| 387647 | 2002 QN140             | 28 d'agost de 2002     | Palomar              | NEAT                         |
| 387648 | 2002 RT25              | 4 de setembre de 2002  | Palomar              | NEAT                         |
| 387649 | 2002 RW29              | 4 de setembre de 2002  | Anderson Mesa        | LONEOS                       |
| 387650 | 2002 RN34              | 4 de setembre de 2002  | Anderson Mesa        | LONEOS                       |
| 387651 | 2002 RG58              | 5 de setembre de 2002  | Anderson Mesa        | LONEOS                       |
| 387652 | 2002 RH120             | 3 de setembre de 2002  | Campo Imperatore     | CINEOS                       |
| 387653 | 2002 RO135             | 10 de setembre de 2002 | Palomar              | NEAT                         |
| 387654 | 2002 RV147             | 11 de setembre de 2002 | Palomar              | NEAT                         |
| 387655 | 2002 RS159             | 12 de setembre de 2002 | Palomar              | NEAT                         |
| 387656 | 2002 RZ189             | 14 de setembre de 2002 | Palomar              | NEAT                         |
| 387657 | 2002 RG207             | 14 de setembre de 2002 | Palomar              | NEAT                         |
| 387658 | 2002 RX220             | 15 de setembre de 2002 | Palomar              | NEAT                         |
| 387659 | 2002 RD233             | 15 de setembre de 2002 | Palomar              | R. Matson                    |
| 387660 | 2002 RF236             | 9 de setembre de 2002  | Palomar              | R. Matson                    |
| 387661 | 2002 RS240             | 10 de setembre de 2002 | Haleakala            | A. Lowe                      |
| 387662 | 2002 RK254             | 14 de setembre de 2002 | Palomar              | NEAT                         |
| 387663 | 2002 RV259             | 12 de setembre de 2002 | Palomar              | NEAT                         |
| 387664 | 2002 RW267             | 13 de setembre de 2002 | Palomar              | NEAT                         |
| 387665 | 2002 RG270             | 14 de setembre de 2002 | Palomar              | NEAT                         |
| 387666 | 2002 RK271             | 4 de setembre de 2002  | Palomar              | NEAT                         |
| 387667 | 2002 RB282             | 15 de setembre de 2002 | Palomar              | NEAT                         |
| 387668 | 2002 SZ                | 26 de setembre de 2002 | Palomar              | NEAT                         |
| 387669 | 2002 SZ26              | 11 d'agost de 2002     | Socorro              | LINEAR                       |
| 387670 | 2002 SL28              | 30 de setembre de 2002 | Ondřejov             | P. Pravec                    |
| 387671 | 2002 SU33              | 28 de setembre de 2002 | Haleakala            | NEAT                         |
| 387672 | 2002 SC43              | 28 de setembre de 2002 | Haleakala            | NEAT                         |
| 387673 | 2002 SB44              | 29 de setembre de 2002 | Haleakala            | NEAT                         |
| 387674 | 2002 SP67              | 16 de setembre de 2002 | Palomar              | NEAT                         |
| 387675 | 2002 TO2               | 1 d'octubre de 2002    | Anderson Mesa        | LONEOS                       |
| 387676 | 2002 TG63              | 3 d'octubre de 2002    | Campo Imperatore     | CINEOS                       |
| 387677 | 2002 TB87              | 3 d'octubre de 2002    | Socorro              | LINEAR                       |
| 387678 | 2002 TK87              | 3 d'octubre de 2002    | Socorro              | LINEAR                       |
| 387679 | 2002 TF88              | 3 d'octubre de 2002    | Palomar              | NEAT                         |
| 387680 | 2002 TS129             | 4 d'octubre de 2002    | Palomar              | NEAT                         |
| 387681 | 2002 TP135             | 4 d'octubre de 2002    | Socorro              | LINEAR                       |
| 387682 | 2002 TY161             | 5 d'octubre de 2002    | Palomar              | NEAT                         |
| 387683 | 2002 TH178             | 12 d'octubre de 2002   | Socorro              | LINEAR                       |
| 387684 | 2002 TO270             | 9 d'octubre de 2002    | Socorro              | LINEAR                       |
| 387685 | 2002 TU303             | 4 d'octubre de 2002    | Apache Point         | Sloan Digital Sky Survey     |
| 387686 | 2002 TK308             | 4 d'octubre de 2002    | Apache Point         | Sloan Digital Sky Survey     |
| 387687 | 2002 TW309             | 4 d'octubre de 2002    | Apache Point         | Sloan Digital Sky Survey     |
| 387688 | 2002 TP339             | 5 d'octubre de 2002    | Apache Point         | Sloan Digital Sky Survey     |
| 387689 | 2002 TB379             | 5 d'octubre de 2002    | Palomar              | NEAT                         |
| 387690 | 2002 UD                | 18 d'octubre de 2002   | Palomar              | NEAT                         |
| 387691 | 2002 UV1               | 28 d'octubre de 2002   | Nogales              | C. W. Juels, P. R. Holvorcem |
| 387692 | 2002 UK16              | 30 d'octubre de 2002   | Palomar              | NEAT                         |
| 387693 | 2002 UT21              | 30 d'octubre de 2002   | Palomar              | NEAT                         |
| 387694 | 2002 UL30              | 30 d'octubre de 2002   | Kitt Peak            | Spacewatch                   |
| 387695 | 2002 UT74              | 30 d'octubre de 2002   | Palomar              | NEAT                         |
| 387696 | 2002 VU9               | 1 de novembre de 2002  | Palomar              | NEAT                         |
| 387697 | 2002 VG53              | 6 de novembre de 2002  | Socorro              | LINEAR                       |
| 387698 | 2002 VG100             | 11 de novembre de 2002 | Socorro              | LINEAR                       |
| 387699 | 2002 VA128             | 13 de novembre de 2002 | Socorro              | LINEAR                       |
| 387700 | 2002 VE129             | 5 de novembre de 2002  | Kitt Peak            | Spacewatch                   |

## 387701-387800
| Nom    | Designació provisional | Data de descobriment   | Lloc de descobriment | Descobridor/s            |
| ------ | ---------------------- | ---------------------- | -------------------- | ------------------------ |
| 387701 | 2002 VB134             | 6 de novembre de 2002  | Socorro              | LINEAR                   |
| 387702 | 2002 WH4               | 24 de novembre de 2002 | Palomar              | NEAT                     |
| 387703 | 2002 WG27              | 23 de novembre de 2002 | Palomar              | NEAT                     |
| 387704 | 2002 XZ61              | 11 de desembre de 2002 | Socorro              | LINEAR                   |
| 387705 | 2002 XM119             | 10 de desembre de 2002 | Palomar              | NEAT                     |
| 387706 | 2002 YY25              | 31 de desembre de 2002 | Socorro              | LINEAR                   |
| 387707 | 2003 AB17              | 5 de gener de 2003     | Socorro              | LINEAR                   |
| 387708 | 2003 AW19              | 5 de gener de 2003     | Socorro              | LINEAR                   |
| 387709 | 2003 AJ71              | 10 de gener de 2003    | Palomar              | NEAT                     |
| 387710 | 2003 BY35              | 26 de gener de 2003    | Kitt Peak            | Spacewatch               |
| 387711 | 2003 BF54              | 27 de gener de 2003    | Palomar              | NEAT                     |
| 387712 | 2003 BZ57              | 27 de gener de 2003    | Socorro              | LINEAR                   |
| 387713 | 2003 BN59              | 27 de gener de 2003    | Anderson Mesa        | LONEOS                   |
| 387714 | 2003 BL84              | 30 de gener de 2003    | Anderson Mesa        | LONEOS                   |
| 387715 | 2003 BG92              | 26 de gener de 2003    | Anderson Mesa        | LONEOS                   |
| 387716 | 2003 CC14              | 6 de febrer de 2003    | Kitt Peak            | Spacewatch               |
| 387717 | 2003 DN4               | 22 de febrer de 2003   | Desert Eagle         | W. K. Y. Yeung           |
| 387718 | 2003 DX5               | 21 de febrer de 2003   | Palomar              | NEAT                     |
| 387719 | 2003 DN20              | 22 de febrer de 2003   | Palomar              | NEAT                     |
| 387720 | 2003 DW24              | 17 d'octubre de 1998   | Kitt Peak            | Spacewatch               |
| 387721 | 2003 EP1               | 27 de gener de 2003    | Socorro              | LINEAR                   |
| 387722 | 2003 EL2               | 5 de març de 2003      | Socorro              | LINEAR                   |
| 387723 | 2003 ES6               | 6 de març de 2003      | Anderson Mesa        | LONEOS                   |
| 387724 | 2003 FC8               | 30 de març de 2003     | Socorro              | LINEAR                   |
| 387725 | 2003 FM10              | 23 de març de 2003     | Kitt Peak            | Spacewatch               |
| 387726 | 2003 FP19              | 25 de març de 2003     | Palomar              | NEAT                     |
| 387727 | 2003 FQ23              | 23 de març de 2003     | Kitt Peak            | Spacewatch               |
| 387728 | 2003 FB26              | 24 de març de 2003     | Kitt Peak            | Spacewatch               |
| 387729 | 2003 FS40              | 10 de març de 2003     | Kitt Peak            | Spacewatch               |
| 387730 | 2003 FF42              | 31 de març de 2003     | Wrightwood           | J. W. Young              |
| 387731 | 2003 FT76              | 27 de març de 2003     | Palomar              | NEAT                     |
| 387732 | 2003 FJ123             | 27 de març de 2003     | Kitt Peak            | Spacewatch               |
| 387733 | 2003 GS                | 4 d'abril de 2003      | Anderson Mesa        | LONEOS                   |
| 387734 | 2003 GV4               | 1 d'abril de 2003      | Socorro              | LINEAR                   |
| 387735 | 2003 GZ8               | 31 de març de 2003     | Catalina             | CSS                      |
| 387736 | 2003 GR11              | 1 d'abril de 2003      | Kitt Peak            | Spacewatch               |
| 387737 | 2003 GP26              | 4 d'abril de 2003      | Kitt Peak            | Spacewatch               |
| 387738 | 2003 GW28              | 4 d'abril de 2003      | Kitt Peak            | Spacewatch               |
| 387739 | 2003 GJ56              | 4 d'abril de 2003      | Kitt Peak            | Spacewatch               |
| 387740 | 2003 GK57              | 11 d'abril de 2003     | Kitt Peak            | Spacewatch               |
| 387741 | 2003 HU5               | 24 d'abril de 2003     | Kitt Peak            | Spacewatch               |
| 387742 | 2003 HT16              | 24 d'abril de 2003     | Anderson Mesa        | LONEOS                   |
| 387743 | 2003 HV35              | 27 d'abril de 2003     | Anderson Mesa        | LONEOS                   |
| 387744 | 2003 HW57              | 26 d'abril de 2003     | Campo Imperatore     | CINEOS                   |
| 387745 | 2003 JS6               | 1 de maig de 2003      | Kitt Peak            | Spacewatch               |
| 387746 | 2003 MH4               | 26 de juny de 2003     | Socorro              | LINEAR                   |
| 387747 | 2003 NF11              | 3 de juliol de 2003    | Kitt Peak            | Spacewatch               |
| 387748 | 2003 ON18              | 25 de juliol de 2003   | Socorro              | LINEAR                   |
| 387749 | 2003 OF26              | 24 de juliol de 2003   | Palomar              | NEAT                     |
| 387750 | 2003 QC44              | 22 d'agost de 2003     | Haleakala            | NEAT                     |
| 387751 | 2003 QK61              | 23 d'agost de 2003     | Socorro              | LINEAR                   |
| 387752 | 2003 SE22              | 16 de setembre de 2003 | Palomar              | NEAT                     |
| 387753 | 2003 SF32              | 17 de setembre de 2003 | Palomar              | NEAT                     |
| 387754 | 2003 SZ37              | 16 de setembre de 2003 | Palomar              | NEAT                     |
| 387755 | 2003 SJ47              | 16 de setembre de 2003 | Anderson Mesa        | LONEOS                   |
| 387756 | 2003 SC59              | 17 de setembre de 2003 | Anderson Mesa        | LONEOS                   |
| 387757 | 2003 SR68              | 17 de setembre de 2003 | Kitt Peak            | Spacewatch               |
| 387758 | 2003 SX72              | 18 de setembre de 2003 | Kitt Peak            | Spacewatch               |
| 387759 | 2003 SU95              | 19 de setembre de 2003 | Palomar              | NEAT                     |
| 387760 | 2003 SF126             | 19 de setembre de 2003 | Mount Graham         | Mount Graham             |
| 387761 | 2003 SH130             | 19 de setembre de 2003 | Palomar              | NEAT                     |
| 387762 | 2003 SQ177             | 18 de setembre de 2003 | Palomar              | NEAT                     |
| 387763 | 2003 SH181             | 20 de setembre de 2003 | Haleakala            | NEAT                     |
| 387764 | 2003 SF242             | 27 de setembre de 2003 | Kitt Peak            | Spacewatch               |
| 387765 | 2003 SO321             | 21 de setembre de 2003 | Kitt Peak            | Spacewatch               |
| 387766 | 2003 SL329             | 22 de setembre de 2003 | Anderson Mesa        | LONEOS                   |
| 387767 | 2003 SM330             | 26 de setembre de 2003 | Apache Point         | Sloan Digital Sky Survey |
| 387768 | 2003 SJ386             | 26 de setembre de 2003 | Apache Point         | Sloan Digital Sky Survey |
| 387769 | 2003 SK394             | 26 de setembre de 2003 | Apache Point         | Sloan Digital Sky Survey |
| 387770 | 2003 SC433             | 22 de setembre de 2003 | Kitt Peak            | Spacewatch               |
| 387771 | 2003 TJ27              | 1 d'octubre de 2003    | Kitt Peak            | Spacewatch               |
| 387772 | 2003 TU38              | 20 de setembre de 2003 | Kitt Peak            | Spacewatch               |
| 387773 | 2003 TF51              | 29 de setembre de 2003 | Anderson Mesa        | LONEOS                   |
| 387774 | 2003 TM57              | 5 d'octubre de 2003    | Haleakala            | NEAT                     |
| 387775 | 2003 UJ28              | 17 d'octubre de 2003   | Kitt Peak            | Spacewatch               |
| 387776 | 2003 UM29              | 24 d'octubre de 2003   | Socorro              | LINEAR                   |
| 387777 | 2003 UK44              | 18 d'octubre de 2003   | Kitt Peak            | Spacewatch               |
| 387778 | 2003 UG52              | 18 d'octubre de 2003   | Palomar              | NEAT                     |
| 387779 | 2003 UA91              | 20 d'octubre de 2003   | Socorro              | LINEAR                   |
| 387780 | 2003 UR93              | 18 d'octubre de 2003   | Kitt Peak            | Spacewatch               |
| 387781 | 2003 UH118             | 21 de setembre de 2003 | Kitt Peak            | Spacewatch               |
| 387782 | 2003 UU202             | 21 d'octubre de 2003   | Palomar              | NEAT                     |
| 387783 | 2003 UY249             | 25 d'octubre de 2003   | Socorro              | LINEAR                   |
| 387784 | 2003 UE297             | 16 d'octubre de 2003   | Kitt Peak            | Spacewatch               |
| 387785 | 2003 UW298             | 28 de setembre de 2003 | Anderson Mesa        | LONEOS                   |
| 387786 | 2003 UZ306             | 28 de setembre de 2003 | Kitt Peak            | Spacewatch               |
| 387787 | 2003 UA315             | 23 d'octubre de 2003   | Kitt Peak            | M. W. Buie               |
| 387788 | 2003 UV347             | 19 d'octubre de 2003   | Apache Point         | Sloan Digital Sky Survey |
| 387789 | 2003 UA351             | 19 d'octubre de 2003   | Apache Point         | Sloan Digital Sky Survey |
| 387790 | 2003 UY362             | 28 de setembre de 2003 | Anderson Mesa        | LONEOS                   |
| 387791 | 2003 UW377             | 18 de setembre de 2003 | Kitt Peak            | Spacewatch               |
| 387792 | 2003 WP15              | 19 d'octubre de 2003   | Kitt Peak            | Spacewatch               |
| 387793 | 2003 WL25              | 20 de novembre de 2003 | Socorro              | LINEAR                   |
| 387794 | 2003 WB94              | 19 de novembre de 2003 | Anderson Mesa        | LONEOS                   |
| 387795 | 2003 WW95              | 20 d'octubre de 2003   | Kitt Peak            | Spacewatch               |
| 387796 | 2003 WT129             | 21 de novembre de 2003 | Palomar              | NEAT                     |
| 387797 | 2003 WY130             | 21 de novembre de 2003 | Kitt Peak            | Spacewatch               |
| 387798 | 2003 WZ194             | 19 de novembre de 2003 | Kitt Peak            | Spacewatch               |
| 387799 | 2003 YK15              | 17 de desembre de 2003 | Socorro              | LINEAR                   |
| 387800 | 2003 YA182             | 19 de desembre de 2003 | Kitt Peak            | Spacewatch               |

## 387801-387900
| Nom    | Designació provisional | Data de descobriment   | Lloc de descobriment | Descobridor/s        |
| ------ | ---------------------- | ---------------------- | -------------------- | -------------------- |
| 387801 | 2004 BQ58              | 23 de gener de 2004    | Socorro              | LINEAR               |
| 387802 | 2004 BO127             | 16 de gener de 2004    | Kitt Peak            | Spacewatch           |
| 387803 | 2004 CV25              | 11 de febrer de 2004   | Kitt Peak            | Spacewatch           |
| 387804 | 2004 CA54              | 11 de febrer de 2004   | Kitt Peak            | Spacewatch           |
| 387805 | 2004 DY58              | 23 de febrer de 2004   | Socorro              | LINEAR               |
| 387806 | 2004 DN65              | 22 de febrer de 2004   | Kitt Peak            | M. W. Buie           |
| 387807 | 2004 EM9               | 14 de març de 2004     | Socorro              | LINEAR               |
| 387808 | 2004 EX10              | 15 de març de 2004     | Desert Eagle         | W. K. Y. Yeung       |
| 387809 | 2004 EB12              | 16 de febrer de 2004   | Kitt Peak            | Spacewatch           |
| 387810 | 2004 EW16              | 12 de març de 2004     | Palomar              | NEAT                 |
| 387811 | 2004 EH46              | 15 de març de 2004     | Socorro              | LINEAR               |
| 387812 | 2004 EE49              | 15 de març de 2004     | Kitt Peak            | Spacewatch           |
| 387813 | 2004 EL113             | 27 de gener de 2004    | Kitt Peak            | Spacewatch           |
| 387814 | 2004 FK1               | 16 de març de 2004     | Socorro              | LINEAR               |
| 387815 | 2004 FR5               | 19 de març de 2004     | Palomar              | NEAT                 |
| 387816 | 2004 FM17              | 26 de març de 2004     | Socorro              | LINEAR               |
| 387817 | 2004 FK22              | 16 de març de 2004     | Siding Spring        | Siding Spring Survey |
| 387818 | 2004 FA27              | 17 de març de 2004     | Kitt Peak            | Spacewatch           |
| 387819 | 2004 FH69              | 16 de març de 2004     | Kitt Peak            | Spacewatch           |
| 387820 | 2004 FC77              | 18 de març de 2004     | Socorro              | LINEAR               |
| 387821 | 2004 FM84              | 18 de març de 2004     | Catalina             | CSS                  |
| 387822 | 2004 FH119             | 23 de març de 2004     | Kitt Peak            | Spacewatch           |
| 387823 | 2004 GU7               | 12 d'abril de 2004     | Anderson Mesa        | LONEOS               |
| 387824 | 2004 GZ13              | 13 d'abril de 2004     | Catalina             | CSS                  |
| 387825 | 2004 GY16              | 10 d'abril de 2004     | Palomar              | NEAT                 |
| 387826 | 2004 GD39              | 15 d'abril de 2004     | Palomar              | NEAT                 |
| 387827 | 2004 GA40              | 12 d'abril de 2004     | Palomar              | NEAT                 |
| 387828 | 2004 GH49              | 12 d'abril de 2004     | Kitt Peak            | Spacewatch           |
| 387829 | 2004 GE50              | 12 d'abril de 2004     | Kitt Peak            | Spacewatch           |
| 387830 | 2004 GA85              | 14 d'abril de 2004     | Kitt Peak            | Spacewatch           |
| 387831 | 2004 HR8               | 16 d'abril de 2004     | Socorro              | LINEAR               |
| 387832 | 2004 HN11              | 19 d'abril de 2004     | Socorro              | LINEAR               |
| 387833 | 2004 HE13              | 16 d'abril de 2004     | Kitt Peak            | Spacewatch           |
| 387834 | 2004 HJ24              | 16 d'abril de 2004     | Socorro              | LINEAR               |
| 387835 | 2004 HK53              | 25 d'abril de 2004     | Kitt Peak            | Spacewatch           |
| 387836 | 2004 HZ53              | 20 d'abril de 2004     | Catalina             | CSS                  |
| 387837 | 2004 JJ6               | 9 de maig de 2004      | Kitt Peak            | Spacewatch           |
| 387838 | 2004 JU26              | 30 d'abril de 2004     | Kitt Peak            | Spacewatch           |
| 387839 | 2004 KP11              | 20 de maig de 2004     | Kitt Peak            | Spacewatch           |
| 387840 | 2004 KR12              | 22 de maig de 2004     | Catalina             | CSS                  |
| 387841 | 2004 LD                | 8 de juny de 2004      | Socorro              | LINEAR               |
| 387842 | 2004 LP21              | 12 de juny de 2004     | Socorro              | LINEAR               |
| 387843 | 2004 ND                | 6 de juliol de 2004    | Campo Imperatore     | CINEOS               |
| 387844 | 2004 NU19              | 14 de juliol de 2004   | Socorro              | LINEAR               |
| 387845 | 2004 NE25              | 15 de juliol de 2004   | Socorro              | LINEAR               |
| 387846 | 2004 OG3               | 16 de juliol de 2004   | Socorro              | LINEAR               |
| 387847 | 2004 OT8               | 17 de juliol de 2004   | Socorro              | LINEAR               |
| 387848 | 2004 OR10              | 22 de juliol de 2004   | Siding Spring        | Siding Spring Survey |
| 387849 | 2004 PS1               | 6 d'agost de 2004      | Reedy Creek          | J. Broughton         |
| 387850 | 2004 PS10              | 7 d'agost de 2004      | Palomar              | NEAT                 |
| 387851 | 2004 PS28              | 6 d'agost de 2004      | Palomar              | NEAT                 |
| 387852 | 2004 PN55              | 8 d'agost de 2004      | Anderson Mesa        | LONEOS               |
| 387853 | 2004 PR56              | 9 d'agost de 2004      | Socorro              | LINEAR               |
| 387854 | 2004 PH76              | 9 d'agost de 2004      | Anderson Mesa        | LONEOS               |
| 387855 | 2004 PW76              | 9 d'agost de 2004      | Socorro              | LINEAR               |
| 387856 | 2004 PU97              | 14 d'agost de 2004     | Reedy Creek          | J. Broughton         |
| 387857 | 2004 QA10              | 21 d'agost de 2004     | Siding Spring        | Siding Spring Survey |
| 387858 | 2004 QX13              | 24 d'agost de 2004     | Socorro              | LINEAR               |
| 387859 | 2004 QX16              | 23 d'agost de 2004     | Mayhill              | R. Hutsebaut         |
| 387860 | 2004 RH5               | 4 de setembre de 2004  | Palomar              | NEAT                 |
| 387861 | 2004 RJ24              | 8 de setembre de 2004  | Socorro              | LINEAR               |
| 387862 | 2004 RC66              | 8 de setembre de 2004  | Socorro              | LINEAR               |
| 387863 | 2004 RW74              | 19 d'agost de 2004     | Siding Spring        | Siding Spring Survey |
| 387864 | 2004 RK82              | 9 de setembre de 2004  | Socorro              | LINEAR               |
| 387865 | 2004 RE91              | 8 de setembre de 2004  | Socorro              | LINEAR               |
| 387866 | 2004 RH106             | 8 de setembre de 2004  | Palomar              | NEAT                 |
| 387867 | 2004 RY128             | 7 de setembre de 2004  | Kitt Peak            | Spacewatch           |
| 387868 | 2004 RA166             | 6 de setembre de 2004  | Siding Spring        | Siding Spring Survey |
| 387869 | 2004 RK174             | 10 de setembre de 2004 | Socorro              | LINEAR               |
| 387870 | 2004 RA197             | 10 de setembre de 2004 | Socorro              | LINEAR               |
| 387871 | 2004 RD252             | 15 de setembre de 2004 | Socorro              | LINEAR               |
| 387872 | 2004 RF309             | 13 de setembre de 2004 | Kitt Peak            | Spacewatch           |
| 387873 | 2004 RC325             | 13 de setembre de 2004 | Socorro              | LINEAR               |
| 387874 | 2004 RR325             | 13 de setembre de 2004 | Socorro              | LINEAR               |
| 387875 | 2004 RO329             | 15 de setembre de 2004 | Socorro              | LINEAR               |
| 387876 | 2004 RX336             | 15 de setembre de 2004 | Kitt Peak            | Spacewatch           |
| 387877 | 2004 RZ337             | 15 de setembre de 2004 | Kitt Peak            | Spacewatch           |
| 387878 | 2004 RB347             | 14 de setembre de 2004 | Socorro              | LINEAR               |
| 387879 | 2004 SL10              | 16 de setembre de 2004 | Siding Spring        | Siding Spring Survey |
| 387880 | 2004 TU4               | 4 d'octubre de 2004    | Kitt Peak            | Spacewatch           |
| 387881 | 2004 TA7               | 5 d'octubre de 2004    | Socorro              | LINEAR               |
| 387882 | 2004 TO13              | 9 d'octubre de 2004    | Socorro              | LINEAR               |
| 387883 | 2004 TG15              | 8 d'octubre de 2004    | Kitt Peak            | Spacewatch           |
| 387884 | 2004 TR43              | 4 d'octubre de 2004    | Kitt Peak            | Spacewatch           |
| 387885 | 2004 TJ67              | 5 d'octubre de 2004    | Anderson Mesa        | LONEOS               |
| 387886 | 2004 TZ68              | 5 d'octubre de 2004    | Anderson Mesa        | LONEOS               |
| 387887 | 2004 TK80              | 5 d'octubre de 2004    | Kitt Peak            | Spacewatch           |
| 387888 | 2004 TK83              | 5 d'octubre de 2004    | Kitt Peak            | Spacewatch           |
| 387889 | 2004 TT107             | 7 d'octubre de 2004    | Kitt Peak            | Spacewatch           |
| 387890 | 2004 TJ115             | 4 d'octubre de 2004    | Kitt Peak            | Spacewatch           |
| 387891 | 2004 TO124             | 7 d'octubre de 2004    | Socorro              | LINEAR               |
| 387892 | 2004 TV149             | 6 d'octubre de 2004    | Kitt Peak            | Spacewatch           |
| 387893 | 2004 TN180             | 7 d'octubre de 2004    | Kitt Peak            | Spacewatch           |
| 387894 | 2004 TA194             | 7 d'octubre de 2004    | Kitt Peak            | Spacewatch           |
| 387895 | 2004 TU198             | 7 d'octubre de 2004    | Kitt Peak            | Spacewatch           |
| 387896 | 2004 TK245             | 7 d'octubre de 2004    | Kitt Peak            | Spacewatch           |
| 387897 | 2004 TR272             | 9 d'octubre de 2004    | Kitt Peak            | Spacewatch           |
| 387898 | 2004 TM336             | 10 d'octubre de 2004   | Kitt Peak            | Spacewatch           |
| 387899 | 2004 VB59              | 9 de novembre de 2004  | Catalina             | CSS                  |
| 387900 | 2004 VB74              | 12 de novembre de 2004 | Catalina             | CSS                  |

## 387901-388000
| Nom    | Designació provisional | Data de descobriment   | Lloc de descobriment | Descobridor/s        |
| ------ | ---------------------- | ---------------------- | -------------------- | -------------------- |
| 387901 | 2004 VA79              | 3 de novembre de 2004  | Kitt Peak            | Spacewatch           |
| 387902 | 2004 VZ82              | 10 de novembre de 2004 | Kitt Peak            | Spacewatch           |
| 387903 | 2004 VJ88              | 11 de novembre de 2004 | Kitt Peak            | Spacewatch           |
| 387904 | 2004 VW93              | 10 de novembre de 2004 | Kitt Peak            | Spacewatch           |
| 387905 | 2004 WY1               | 17 de novembre de 2004 | Campo Imperatore     | CINEOS               |
| 387906 | 2004 XQ                | 1 de desembre de 2004  | Palomar              | NEAT                 |
| 387907 | 2004 XP26              | 10 de desembre de 2004 | Kitt Peak            | Spacewatch           |
| 387908 | 2004 XE49              | 11 de desembre de 2004 | Socorro              | LINEAR               |
| 387909 | 2004 XK49              | 12 de desembre de 2004 | Campo Imperatore     | CINEOS               |
| 387910 | 2004 XE54              | 10 de desembre de 2004 | Kitt Peak            | Spacewatch           |
| 387911 | 2004 XN85              | 12 de desembre de 2004 | Kitt Peak            | Spacewatch           |
| 387912 | 2004 XX105             | 11 de desembre de 2004 | Socorro              | LINEAR               |
| 387913 | 2004 XL122             | 2 de desembre de 2004  | Anderson Mesa        | LONEOS               |
| 387914 | 2004 XV128             | 14 de desembre de 2004 | Socorro              | LINEAR               |
| 387915 | 2004 XS162             | 15 de desembre de 2004 | Socorro              | LINEAR               |
| 387916 | 2004 YU17              | 18 de desembre de 2004 | Mount Lemmon         | Mt. Lemmon Survey    |
| 387917 | 2004 YH22              | 18 de desembre de 2004 | Mount Lemmon         | Mt. Lemmon Survey    |
| 387918 | 2004 YD27              | 20 de desembre de 2004 | Mount Lemmon         | Mt. Lemmon Survey    |
| 387919 | 2004 YT32              | 31 de desembre de 2004 | Junk Bond            | Junk Bond            |
| 387920 | 2005 AJ35              | 18 de desembre de 2004 | Socorro              | LINEAR               |
| 387921 | 2005 AU51              | 13 de gener de 2005    | Catalina             | CSS                  |
| 387922 | 2005 AO81              | 15 de gener de 2005    | Socorro              | LINEAR               |
| 387923 | 2005 BQ16              | 16 de gener de 2005    | Socorro              | LINEAR               |
| 387924 | 2005 BD22              | 16 de gener de 2005    | Kitt Peak            | Spacewatch           |
| 387925 | 2005 BU27              | 17 de gener de 2005    | Socorro              | LINEAR               |
| 387926 | 2005 CQ2               | 1 de febrer de 2005    | Catalina             | CSS                  |
| 387927 | 2005 CU2               | 1 de febrer de 2005    | Kitt Peak            | Spacewatch           |
| 387928 | 2005 CM18              | 2 de febrer de 2005    | Catalina             | CSS                  |
| 387929 | 2005 CE29              | 1 de febrer de 2005    | Kitt Peak            | Spacewatch           |
| 387930 | 2005 CN29              | 1 de febrer de 2005    | Kitt Peak            | Spacewatch           |
| 387931 | 2005 CX30              | 1 de febrer de 2005    | Kitt Peak            | Spacewatch           |
| 387932 | 2005 CQ32              | 2 de febrer de 2005    | Kitt Peak            | Spacewatch           |
| 387933 | 2005 CD34              | 13 de gener de 2005    | Kitt Peak            | Spacewatch           |
| 387934 | 2005 CV37              | 6 de febrer de 2005    | Gnosca               | S. Sposetti          |
| 387935 | 2005 CG71              | 1 de febrer de 2005    | Kitt Peak            | Spacewatch           |
| 387936 | 2005 EC31              | 1 de març de 2005      | Kitt Peak            | Spacewatch           |
| 387937 | 2005 EP44              | 3 de març de 2005      | Kitt Peak            | Spacewatch           |
| 387938 | 2005 EG47              | 3 de març de 2005      | Kitt Peak            | Spacewatch           |
| 387939 | 2005 EO47              | 3 de març de 2005      | Kitt Peak            | Spacewatch           |
| 387940 | 2005 EL53              | 4 de març de 2005      | Kitt Peak            | Spacewatch           |
| 387941 | 2005 EE66              | 4 de març de 2005      | Catalina             | CSS                  |
| 387942 | 2005 EL78              | 18 de gener de 2005    | Catalina             | CSS                  |
| 387943 | 2005 EM138             | 9 de març de 2005      | Socorro              | LINEAR               |
| 387944 | 2005 ER140             | 10 de març de 2005     | Mount Lemmon         | Mt. Lemmon Survey    |
| 387945 | 2005 EU148             | 10 de març de 2005     | Kitt Peak            | Spacewatch           |
| 387946 | 2005 EU175             | 8 de març de 2005      | Anderson Mesa        | LONEOS               |
| 387947 | 2005 EO179             | 9 de març de 2005      | Kitt Peak            | Spacewatch           |
| 387948 | 2005 ED181             | 9 de març de 2005      | Catalina             | CSS                  |
| 387949 | 2005 EN231             | 10 de març de 2005     | Mount Lemmon         | Mt. Lemmon Survey    |
| 387950 | 2005 EL237             | 3 de març de 2005      | Kitt Peak            | Spacewatch           |
| 387951 | 2005 EF240             | 11 de març de 2005     | Kitt Peak            | Spacewatch           |
| 387952 | 2005 ER242             | 11 de març de 2005     | Catalina             | CSS                  |
| 387953 | 2005 EP327             | 1 de març de 2005      | Kitt Peak            | Spacewatch           |
| 387954 | 2005 GE15              | 4 de març de 2005      | Mount Lemmon         | Mt. Lemmon Survey    |
| 387955 | 2005 GC30              | 4 d'abril de 2005      | Catalina             | CSS                  |
| 387956 | 2005 GH48              | 5 d'abril de 2005      | Mount Lemmon         | Mt. Lemmon Survey    |
| 387957 | 2005 GU57              | 6 d'abril de 2005      | Mount Lemmon         | Mt. Lemmon Survey    |
| 387958 | 2005 GX63              | 2 d'abril de 2005      | Catalina             | CSS                  |
| 387959 | 2005 GN99              | 7 d'abril de 2005      | Kitt Peak            | Spacewatch           |
| 387960 | 2005 GV106             | 10 d'abril de 2005     | Mount Lemmon         | Mt. Lemmon Survey    |
| 387961 | 2005 GB109             | 14 de març de 2005     | Mount Lemmon         | Mt. Lemmon Survey    |
| 387962 | 2005 GQ136             | 10 d'abril de 2005     | Kitt Peak            | Spacewatch           |
| 387963 | 2005 GJ141             | 13 d'abril de 2005     | Catalina             | CSS                  |
| 387964 | 2005 GX180             | 12 d'abril de 2005     | Kitt Peak            | Spacewatch           |
| 387965 | 2005 GL182             | 15 d'abril de 2005     | Catalina             | CSS                  |
| 387966 | 2005 GW222             | 10 d'abril de 2005     | Kitt Peak            | Spacewatch           |
| 387967 | 2005 HQ1               | 16 d'abril de 2005     | Kitt Peak            | Spacewatch           |
| 387968 | 2005 JL21              | 4 de maig de 2005      | Siding Spring        | Siding Spring Survey |
| 387969 | 2005 JT23              | 3 de maig de 2005      | Kitt Peak            | Spacewatch           |
| 387970 | 2005 JH33              | 4 de maig de 2005      | Mount Lemmon         | Mt. Lemmon Survey    |
| 387971 | 2005 JU41              | 7 de maig de 2005      | Mount Lemmon         | Mt. Lemmon Survey    |
| 387972 | 2005 JP50              | 4 de maig de 2005      | Kitt Peak            | Spacewatch           |
| 387973 | 2005 JY150             | 3 de maig de 2005      | Kitt Peak            | Spacewatch           |
| 387974 | 2005 JW170             | 10 de maig de 2005     | Cerro Tololo         | M. W. Buie           |
| 387975 | 2005 LN6               | 4 de juny de 2005      | Catalina             | CSS                  |
| 387976 | 2005 LM8               | 4 de juny de 2005      | Reedy Creek          | J. Broughton         |
| 387977 | 2005 LW53              | 15 de juny de 2005     | Mount Lemmon         | Mt. Lemmon Survey    |
| 387978 | 2005 MW44              | 27 de juny de 2005     | Kitt Peak            | Spacewatch           |
| 387979 | 2005 NV                | 2 de juliol de 2005    | Kitt Peak            | Spacewatch           |
| 387980 | 2005 NZ26              | 5 de juliol de 2005    | Mount Lemmon         | Mt. Lemmon Survey    |
| 387981 | 2005 NQ30              | 15 de juny de 2005     | Mount Lemmon         | Mt. Lemmon Survey    |
| 387982 | 2005 NQ41              | 4 de juliol de 2005    | Mount Lemmon         | Mt. Lemmon Survey    |
| 387983 | 2005 NG44              | 7 de juliol de 2005    | Kitt Peak            | Spacewatch           |
| 387984 | 2005 ON29              | 31 de juliol de 2005   | Mauna Kea            | P. A. Wiegert        |
| 387985 | 2005 QH2               | 24 d'agost de 2005     | Palomar              | NEAT                 |
| 387986 | 2005 QN15              | 25 d'agost de 2005     | Palomar              | NEAT                 |
| 387987 | 2005 QD17              | 25 d'agost de 2005     | Palomar              | NEAT                 |
| 387988 | 2005 QM40              | 26 d'agost de 2005     | Palomar              | NEAT                 |
| 387989 | 2005 QP55              | 28 d'agost de 2005     | Kitt Peak            | Spacewatch           |
| 387990 | 2005 QY57              | 25 d'agost de 2005     | Palomar              | NEAT                 |
| 387991 | 2005 QJ61              | 26 d'agost de 2005     | Palomar              | NEAT                 |
| 387992 | 2005 QQ65              | 27 d'agost de 2005     | Anderson Mesa        | LONEOS               |
| 387993 | 2005 QA78              | 25 d'agost de 2005     | Palomar              | NEAT                 |
| 387994 | 2005 QZ81              | 29 d'agost de 2005     | Socorro              | LINEAR               |
| 387995 | 2005 QT90              | 25 d'agost de 2005     | Palomar              | NEAT                 |
| 387996 | 2005 QD99              | 27 d'agost de 2005     | Palomar              | NEAT                 |
| 387997 | 2005 QJ105             | 27 d'agost de 2005     | Palomar              | NEAT                 |
| 387998 | 2005 QZ106             | 27 d'agost de 2005     | Palomar              | NEAT                 |
| 387999 | 2005 QO111             | 27 d'agost de 2005     | Palomar              | NEAT                 |
| 388000 | 2005 QU118             | 28 d'agost de 2005     | Kitt Peak            | Spacewatch           |